# Biserica evanghelică din Ormeniș

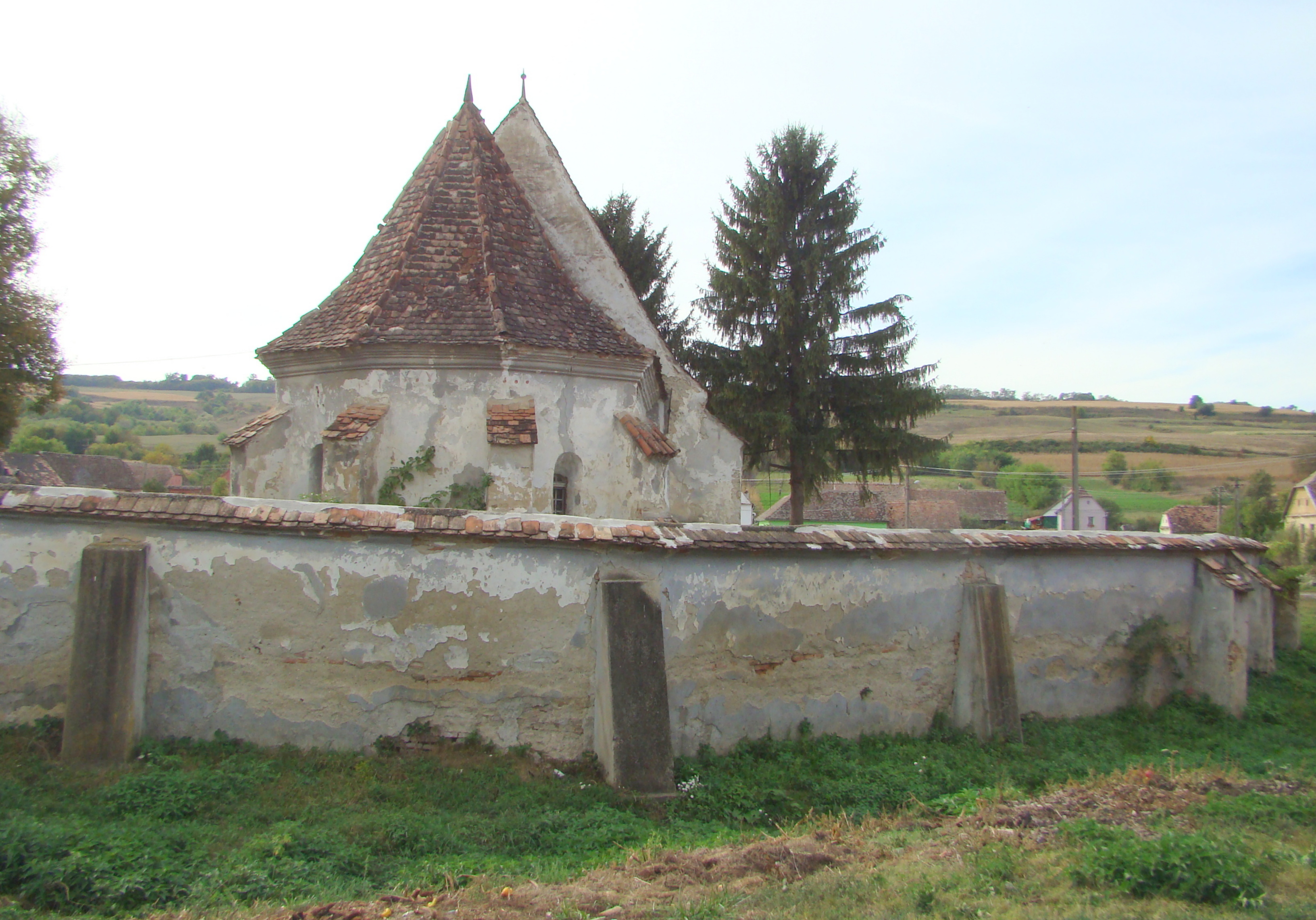
Biserica și fortificația

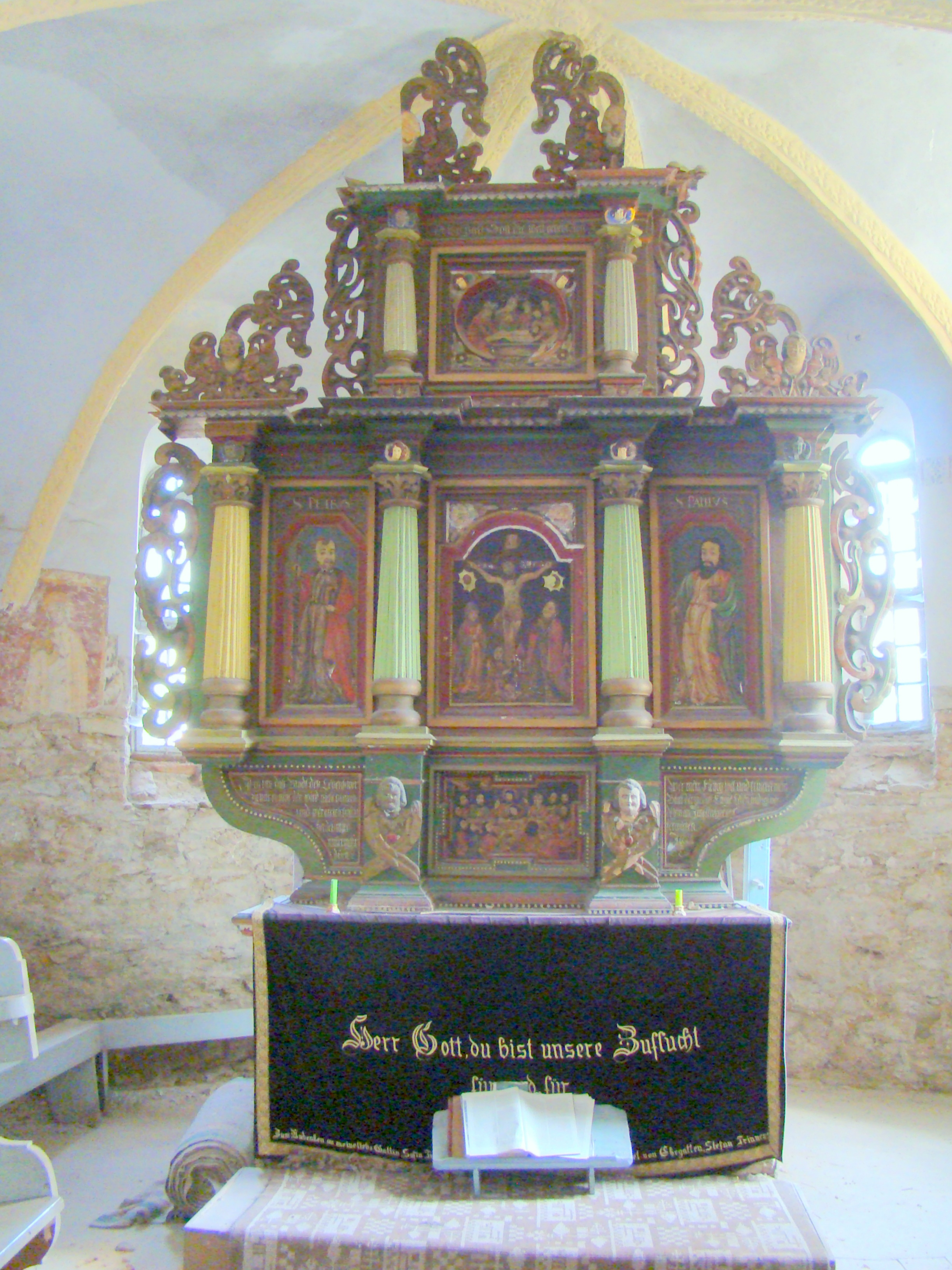
Altarul baroc al bisericii evanghelice fortificate din Ormeniș

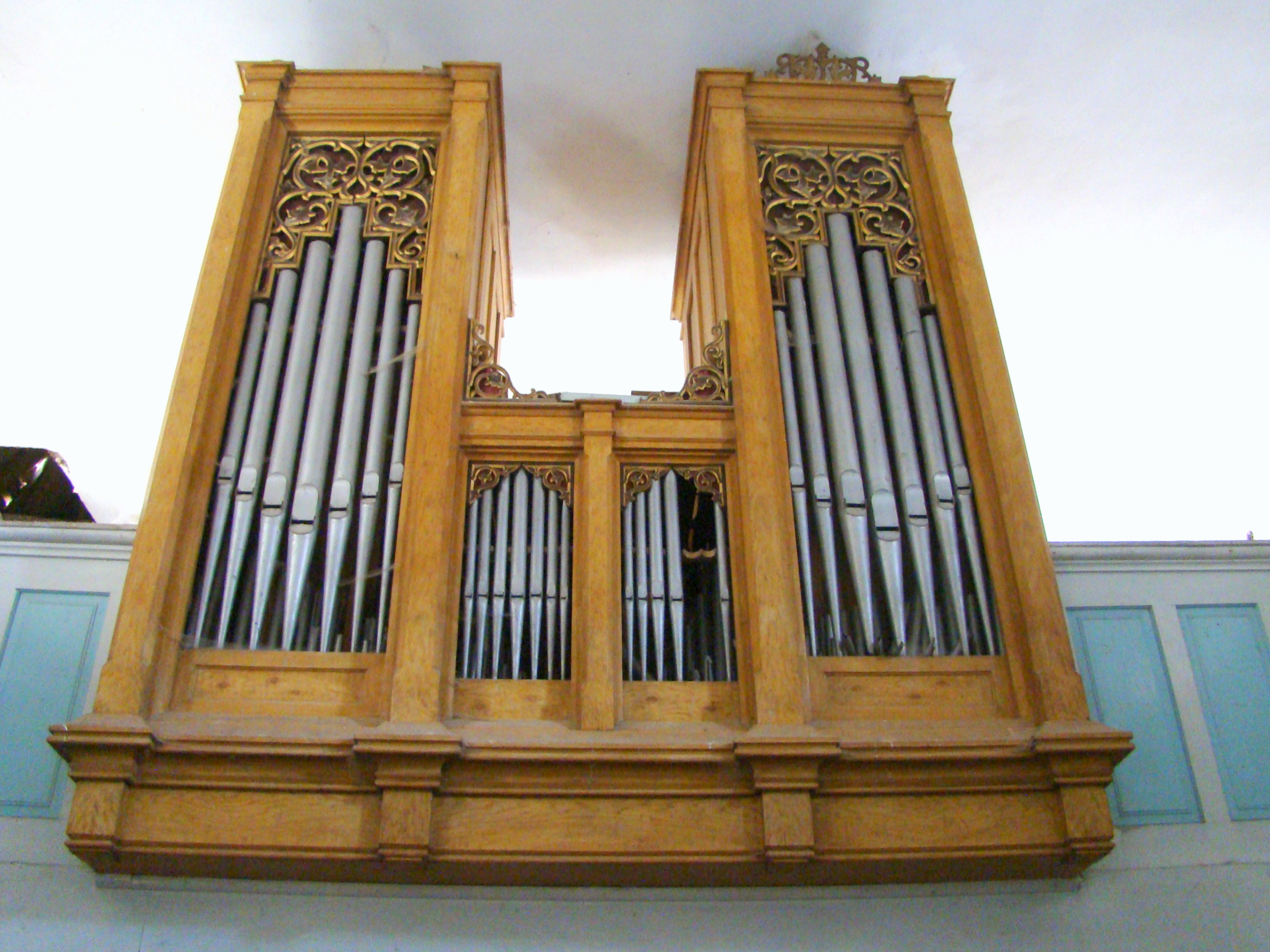
Orga construită de Wilhelm Hörbiger, în stil neogotic, în 1875

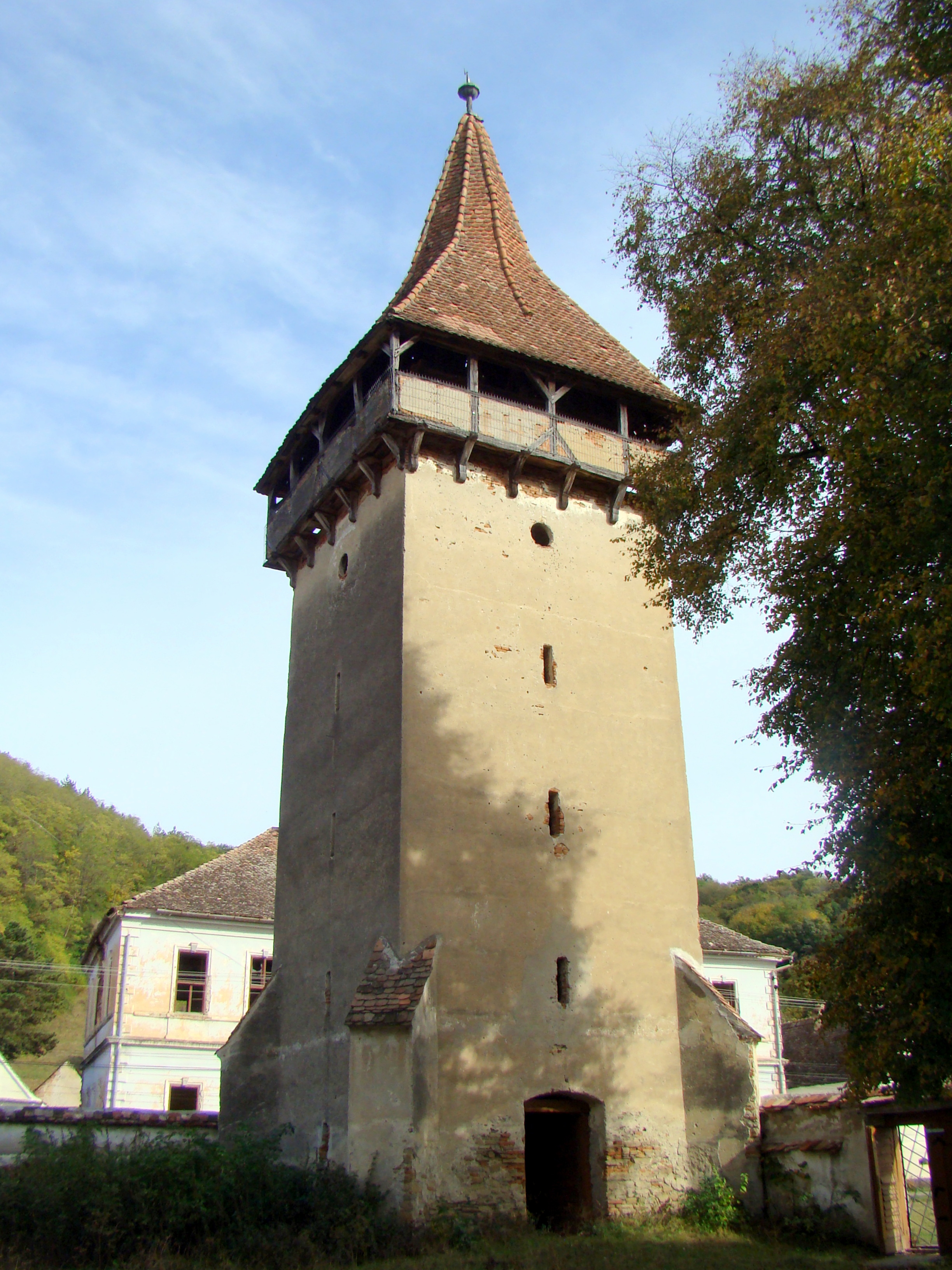
Turnul-clopotniță

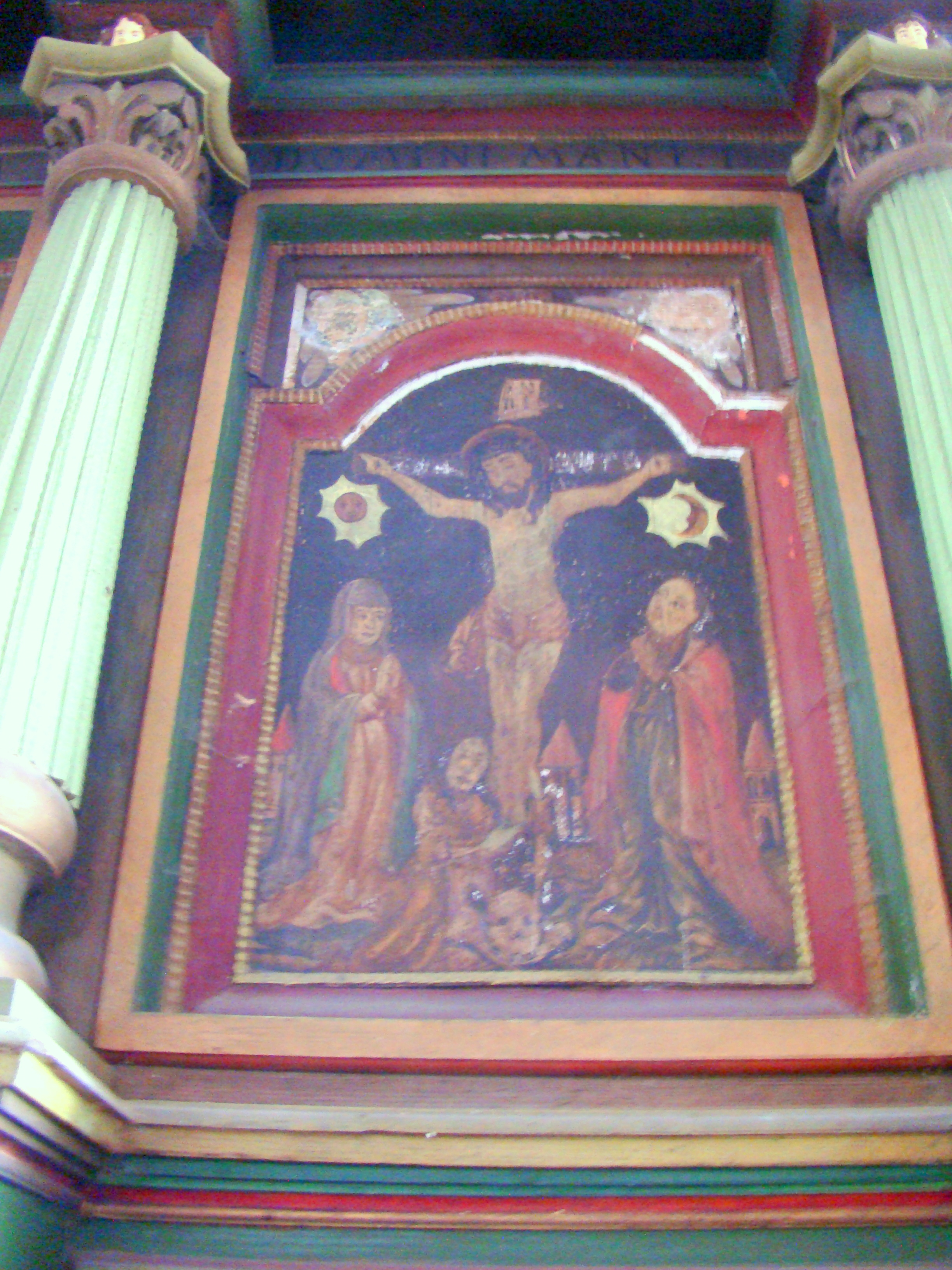
Tabloul central al altarului

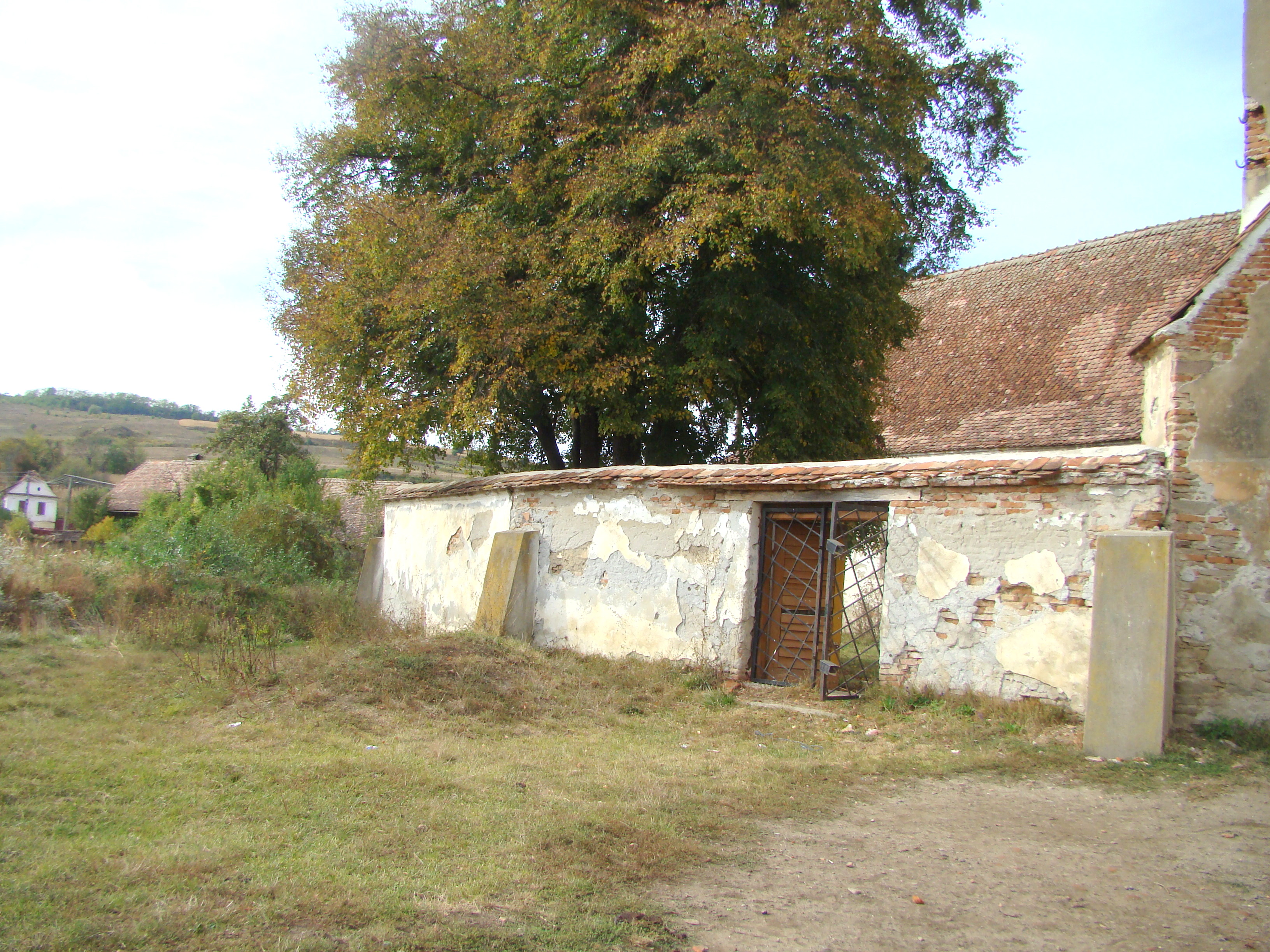
Zidul de incintă

Biserica evanghelică din Ormeniș este un ansamblu de monumente istorice aflat pe teritoriul satului Ormeniș, Mureș, comuna Viișoara. În Repertoriul Arheologic Național, monumentul apare cu codul 120236.02.
Ansamblul este format din următoarele monumente:
- Biserica evanghelică (cod LMI MS-II-m-A-15738.01)
- Zidul de incintă, cu turnul-clopotniță (cod LMI MS-II-m-A-15738.02)[4]

## Localitatea
Ormeniș (în dialectul săsesc și în germană Irmesch, în maghiară Szászörményes) este un sat în comuna Viișoara din județul Mureș, Transilvania, România. Este situat pe o vale laterală a Târnavei Mici. Localitatea este atestată documentar prima dată în anul 1319 sub numele „Villa Ermen” fiind o proprietate a greavilor Nicolaus și Johann din Tălmaciu. În anul 1374 a fost numită „Eurmenes”, în 1453 „Oerminis”, și în 1700 „Örmenyes”.  În Evul Mediu era un sat de iobagi.  

## Biserica
Biserica-sală, cu contraforturi și cor închis drept, a fost construită în secolul al XVI-lea. Corul este acoperit de o boltă în cruce cu nervuri. 
Altarul baroc a fost confecționat în anul 1720, pe trei registre: predela este pictată cu Cina cea de Taină, deasupra se află trei panouri, flancate de coloane corintice, iar la partea superioară se află scena Punerii în mormânt. Aspectul altarului este completat de voleurile baroce. Cristelnița, de forma unei cupe, datează din anul 1703, iar orga din anul 1875.
Biserica este înconjurată de un zid de incintă, de plan poligonal, neregulat, de înălțime mică. În colțul de sud-est este amplasat turnul-clopotniță, cu drum de strajă și parapet fachwerk. 
În 1997 au fost executate ultimele lucrări de reparații la biserică, turn și zidul de incintă.

## Imagini din exterior

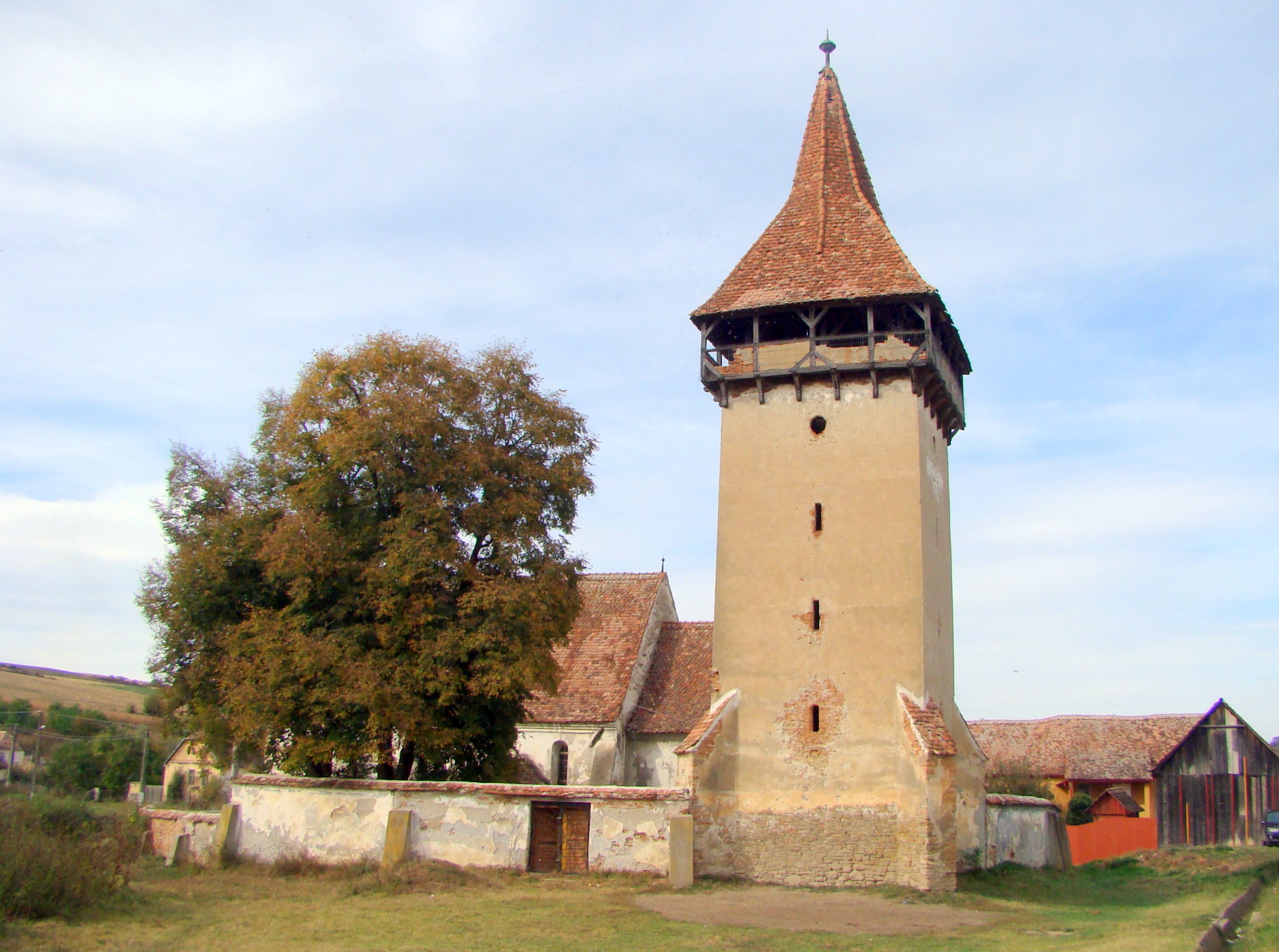
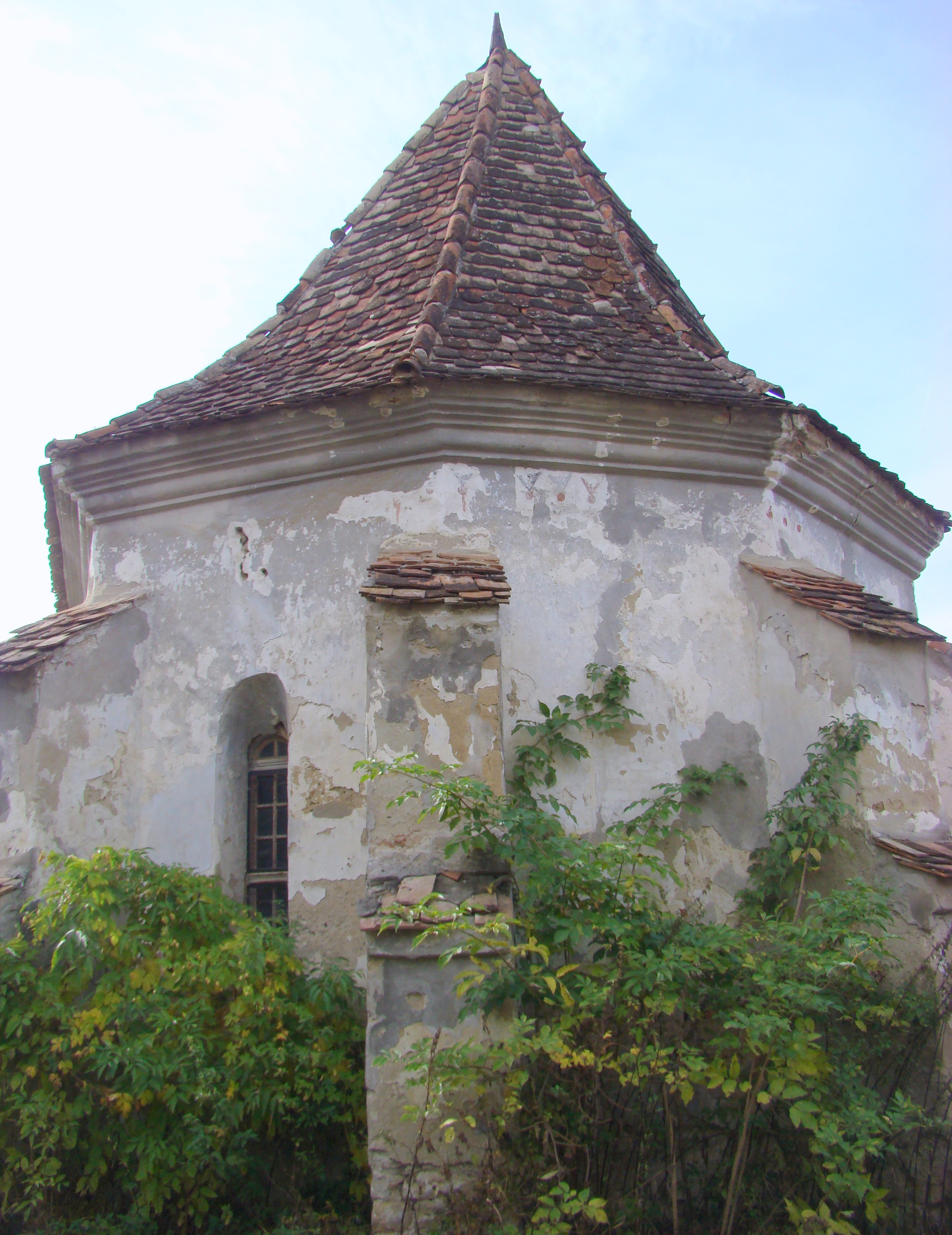
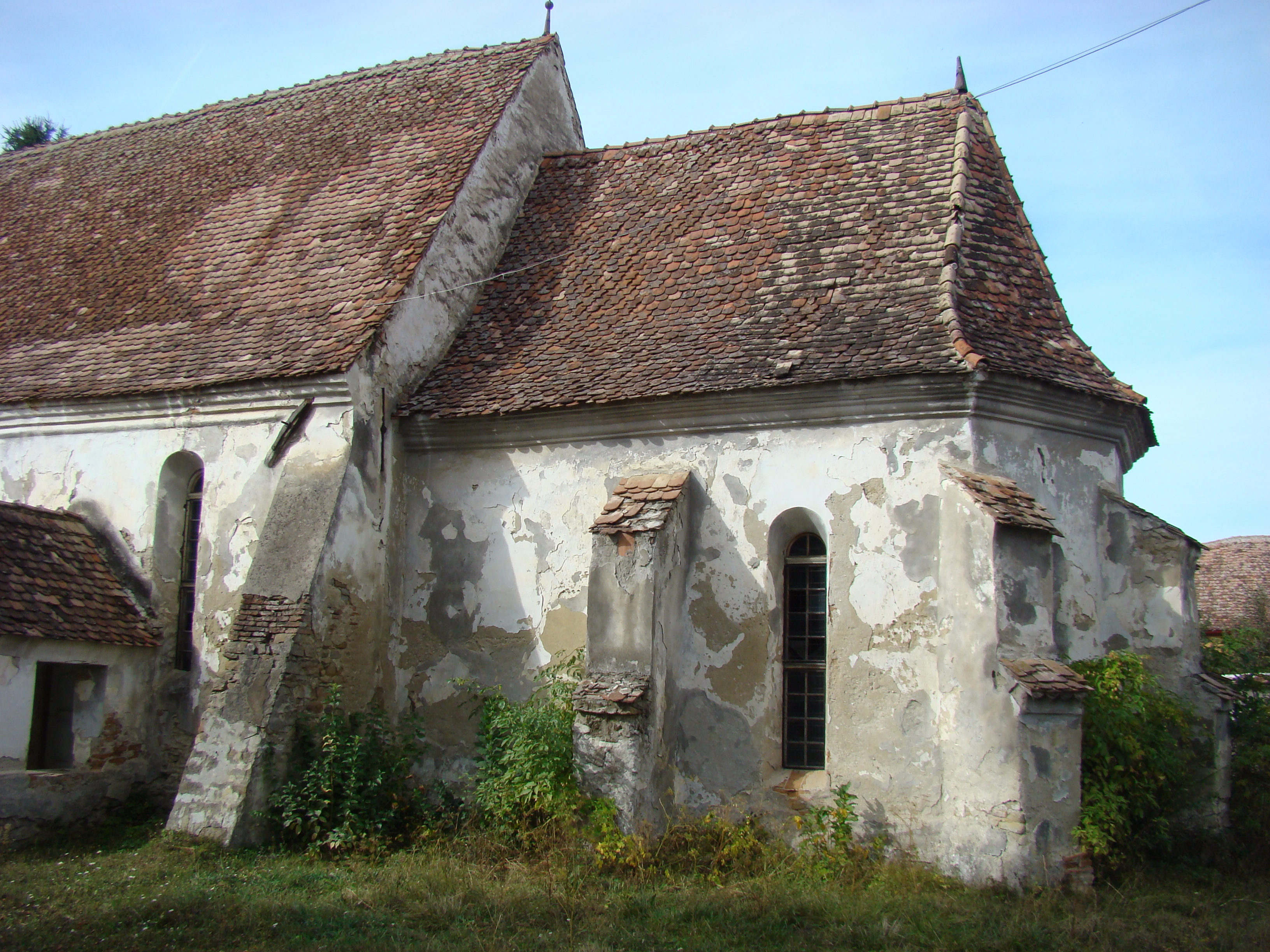
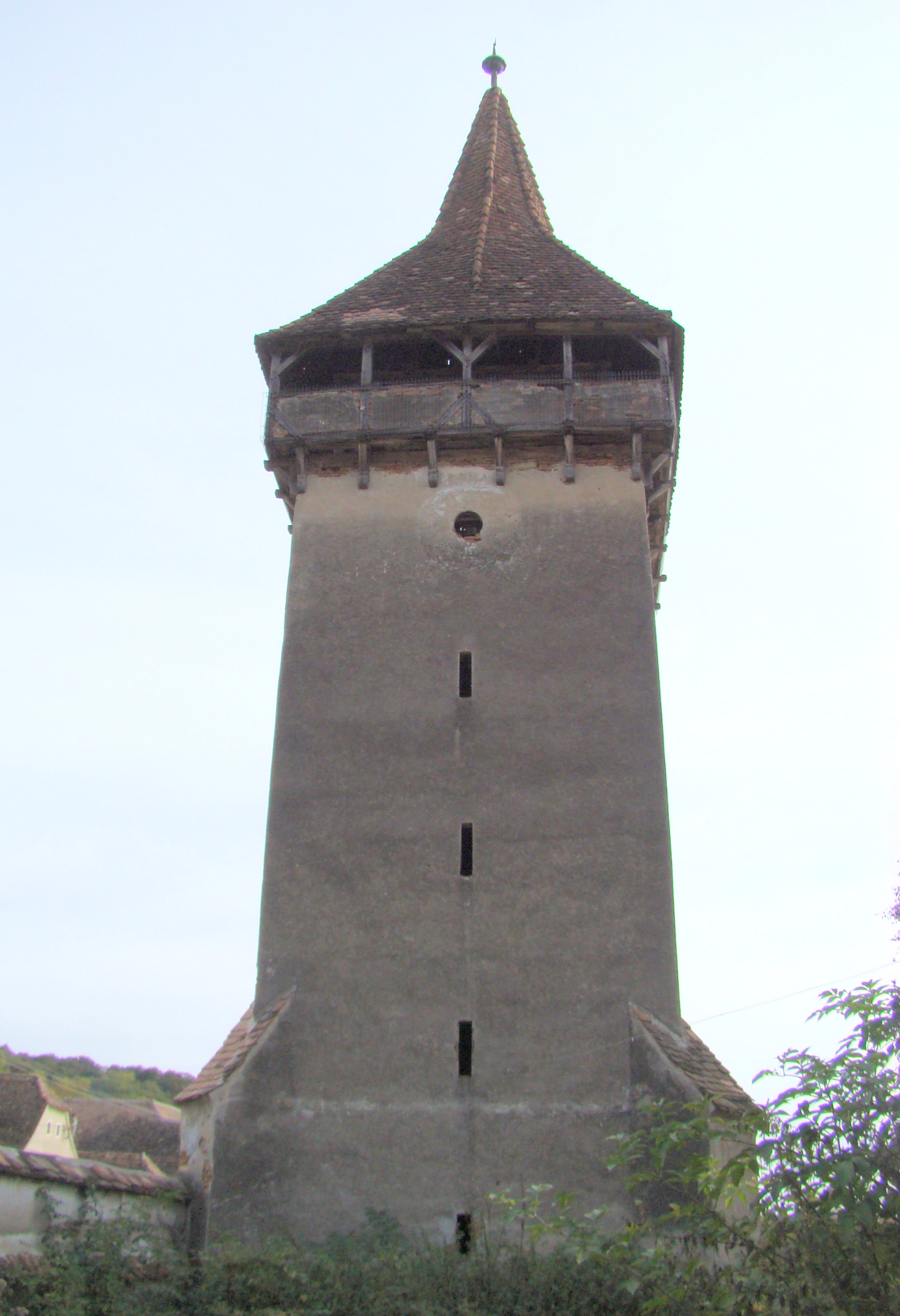
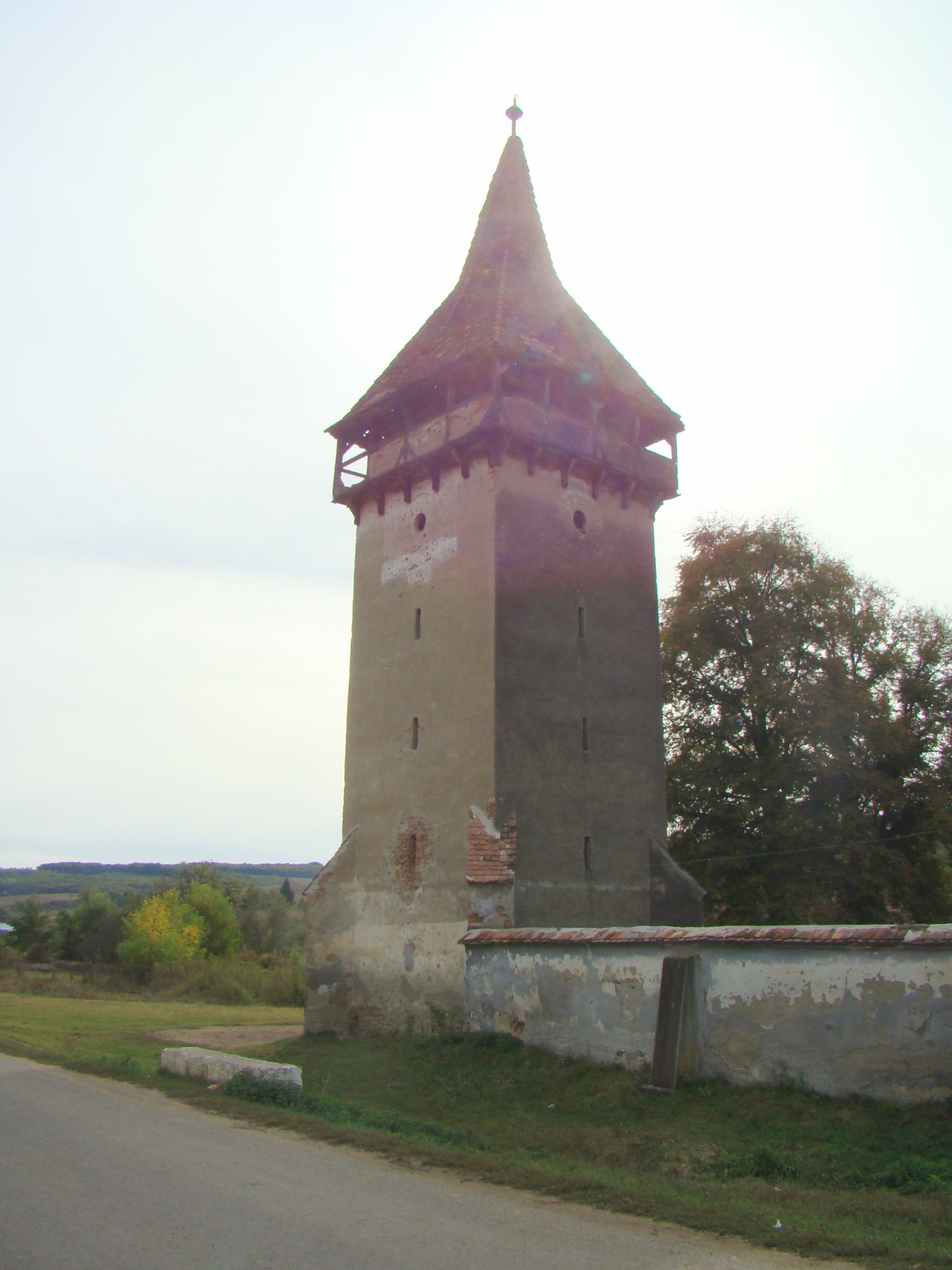
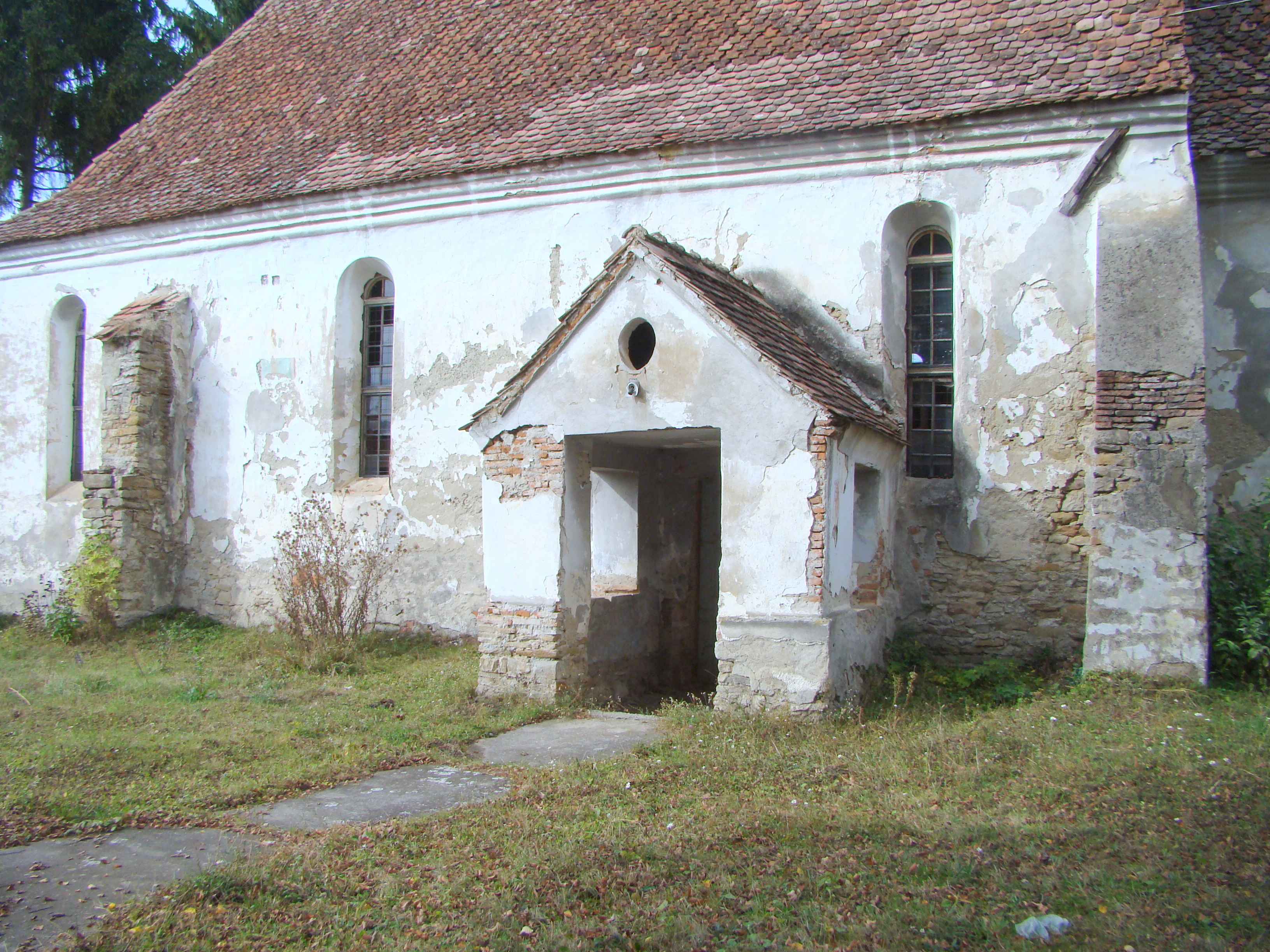
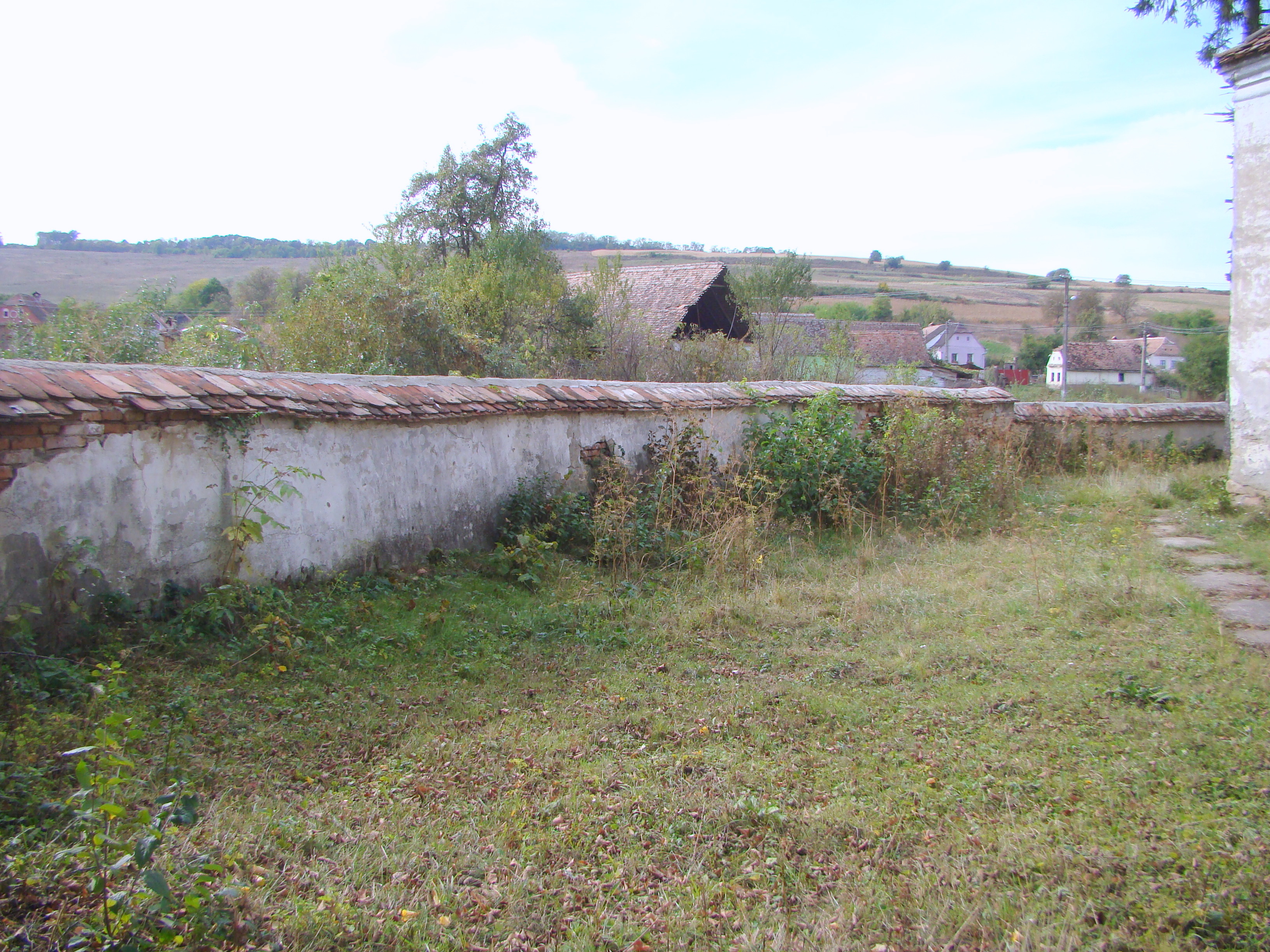
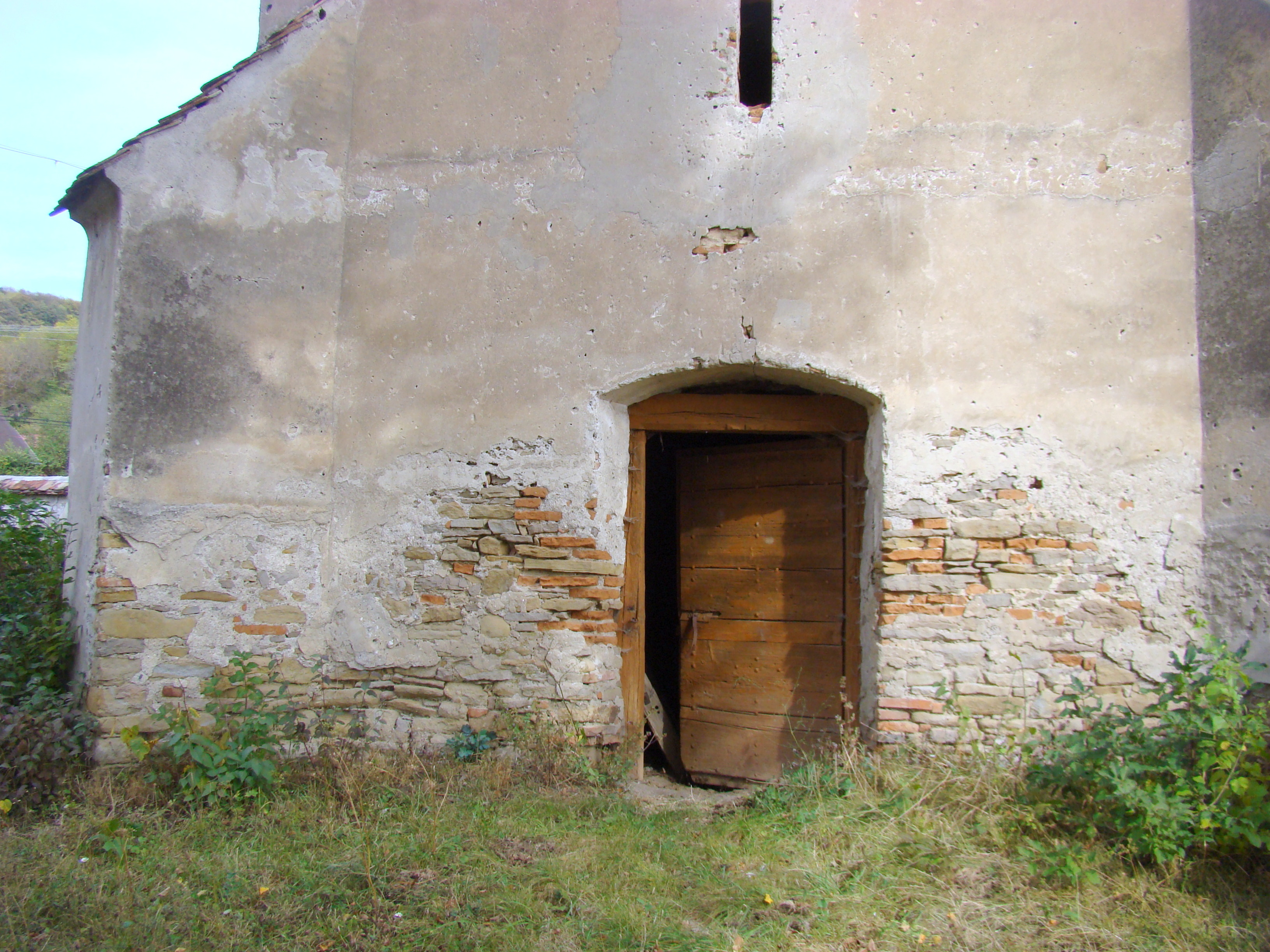
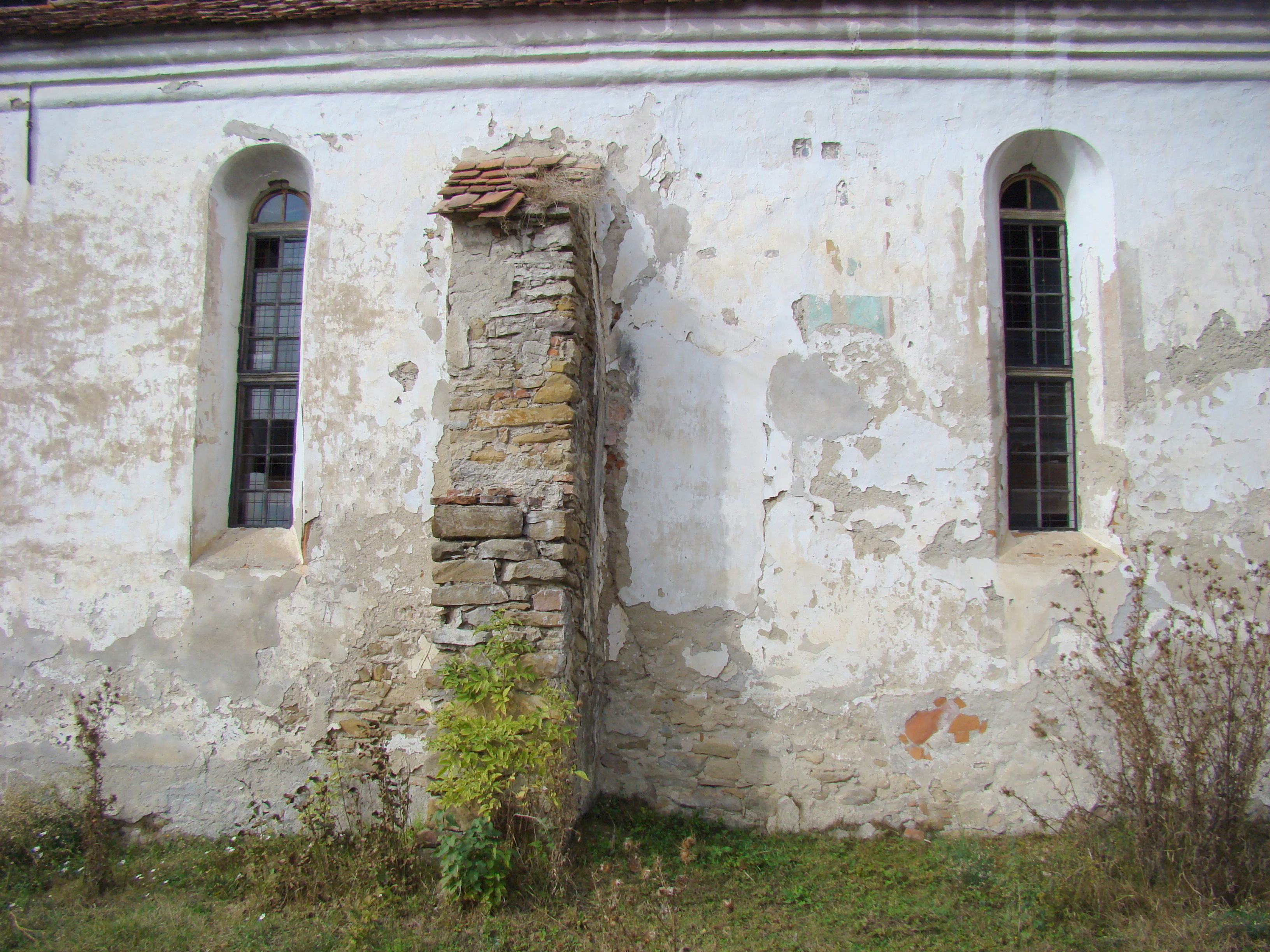
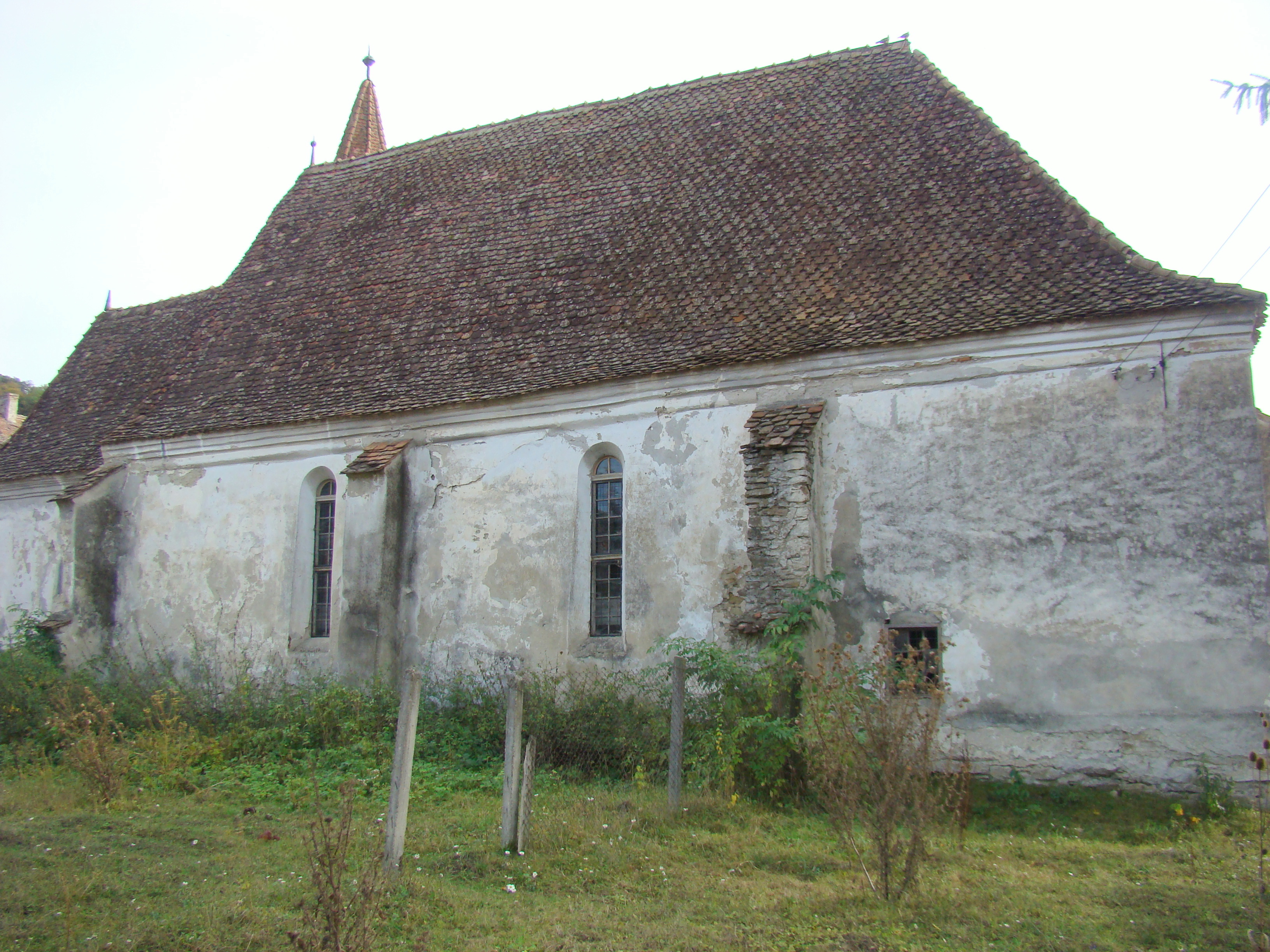
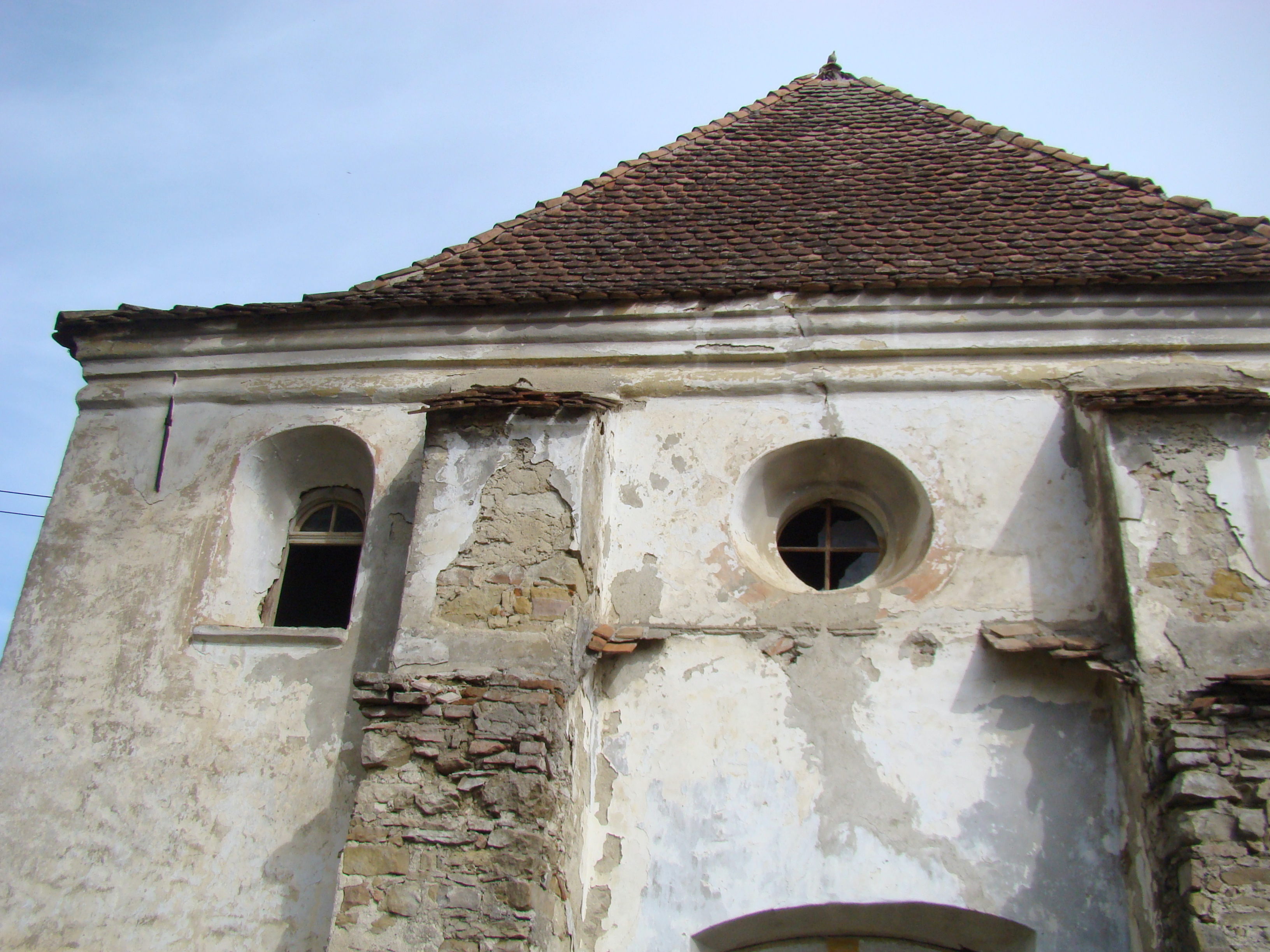
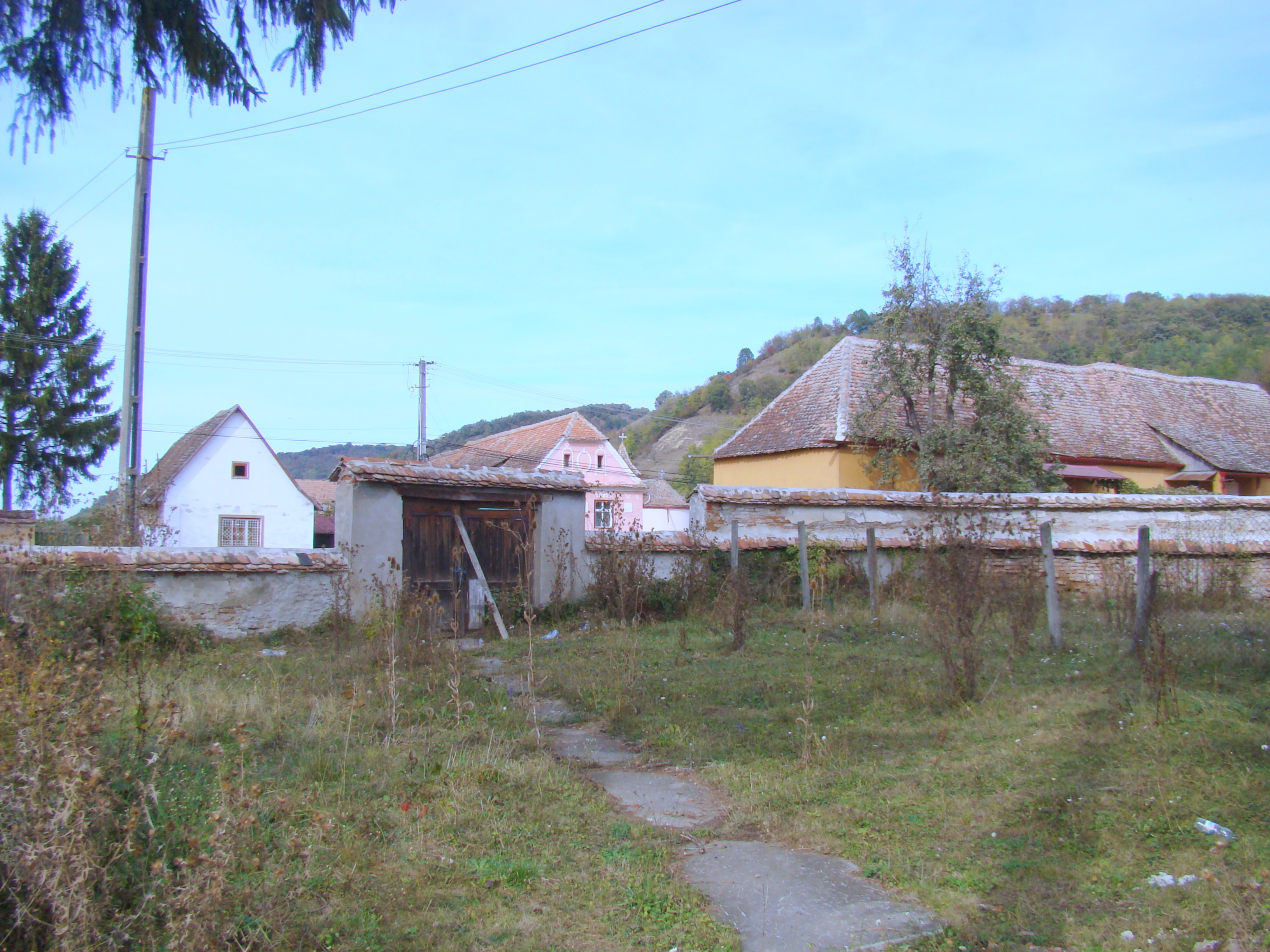

## Imagini din interior

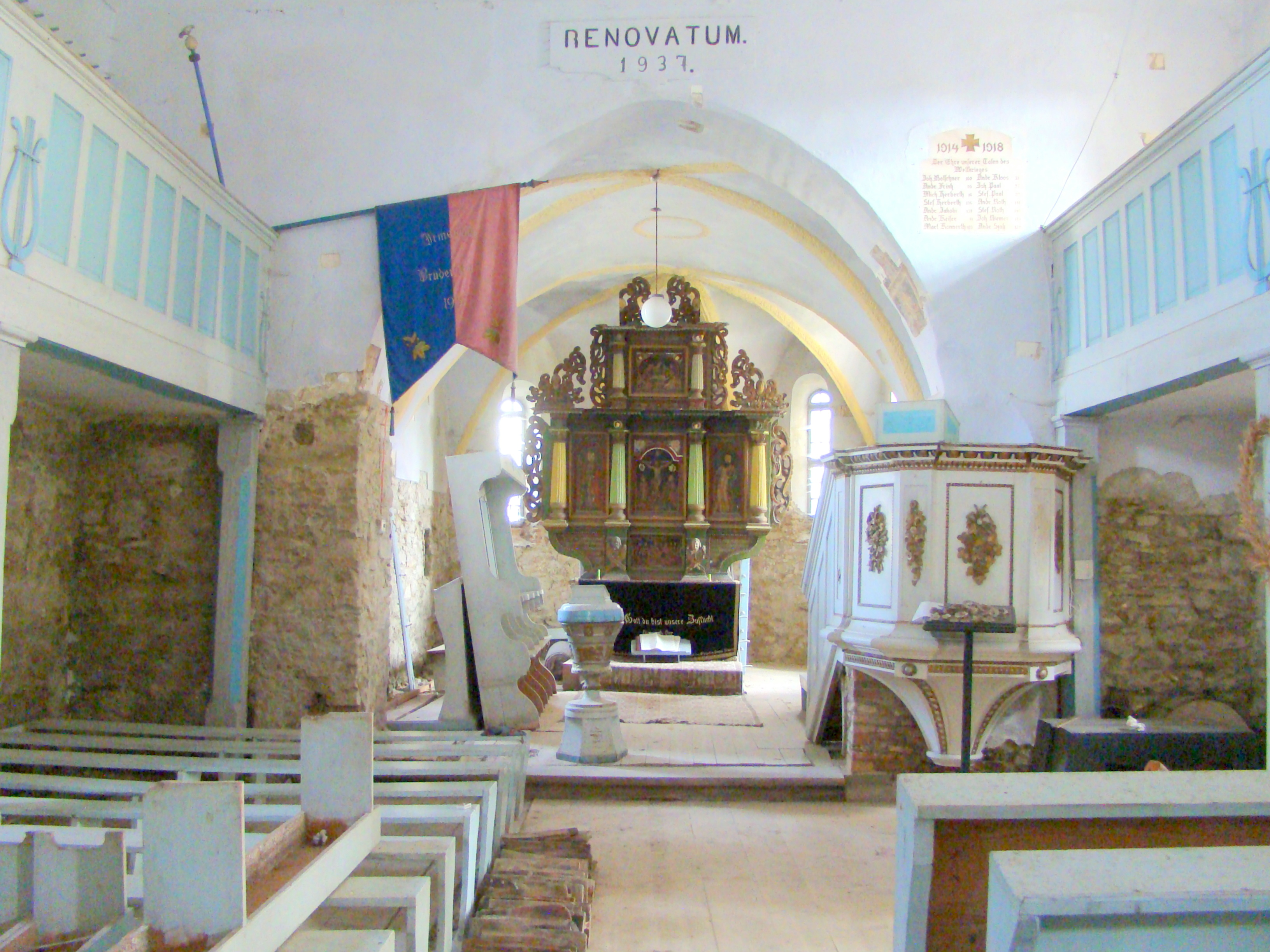
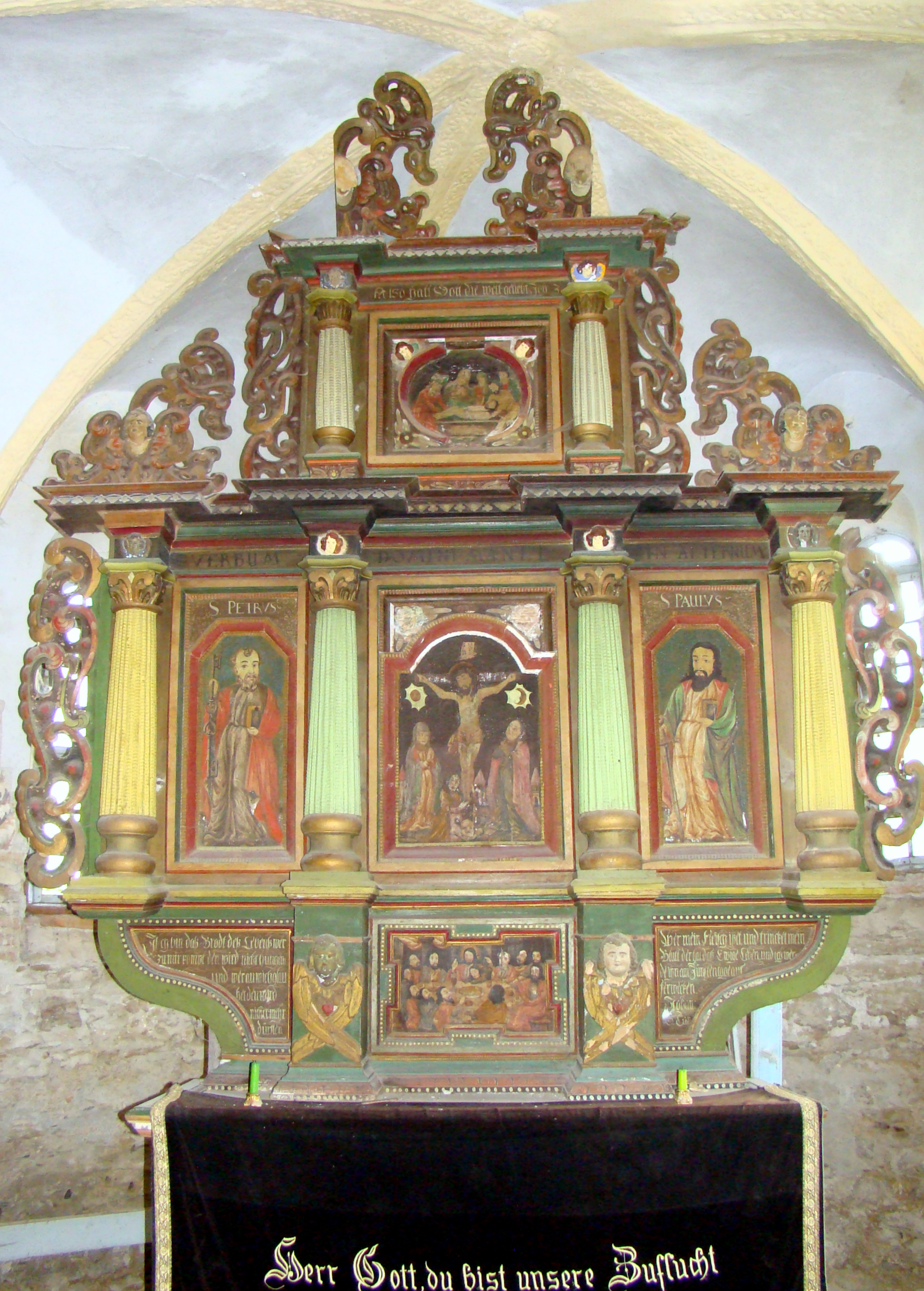
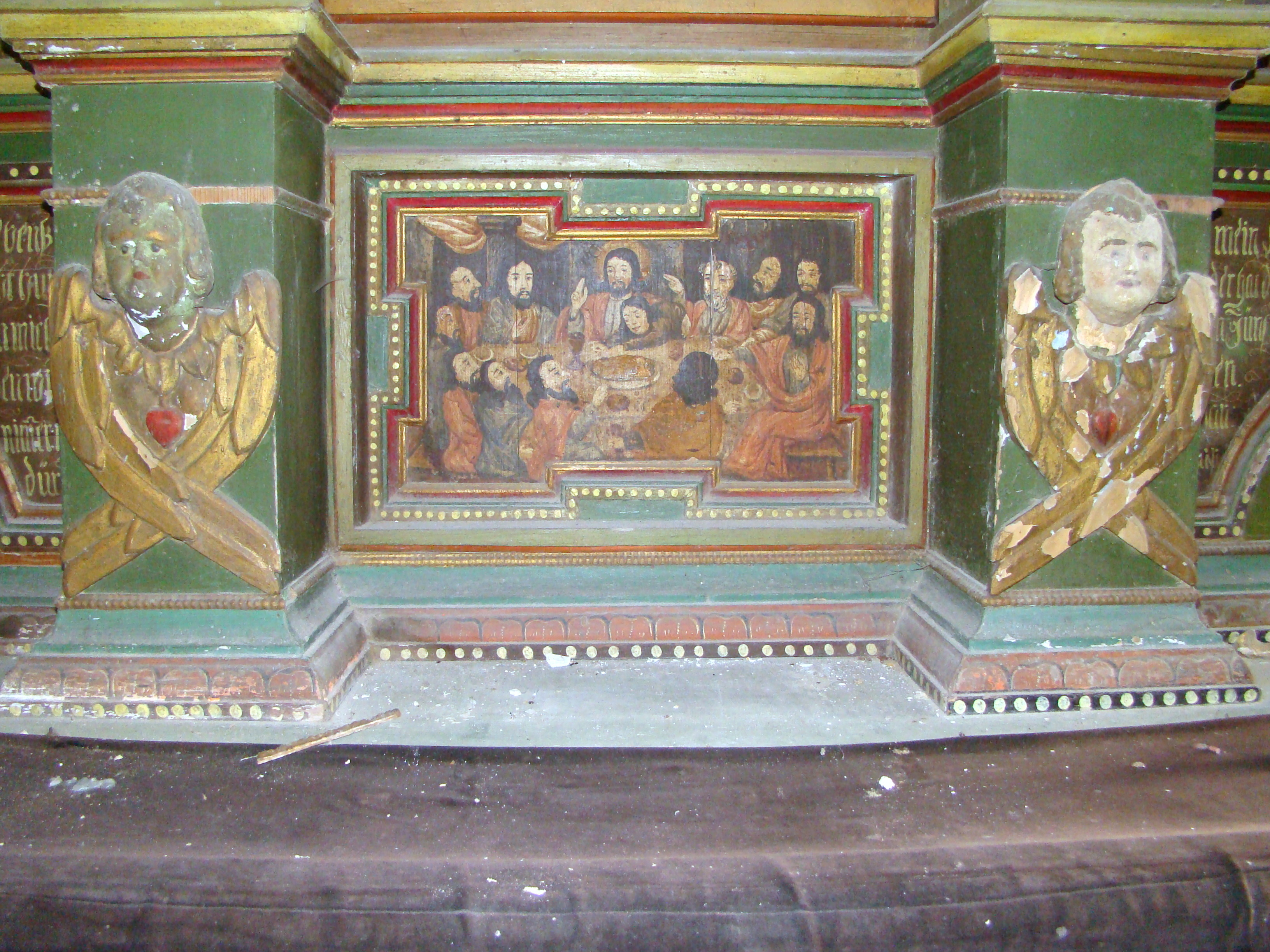
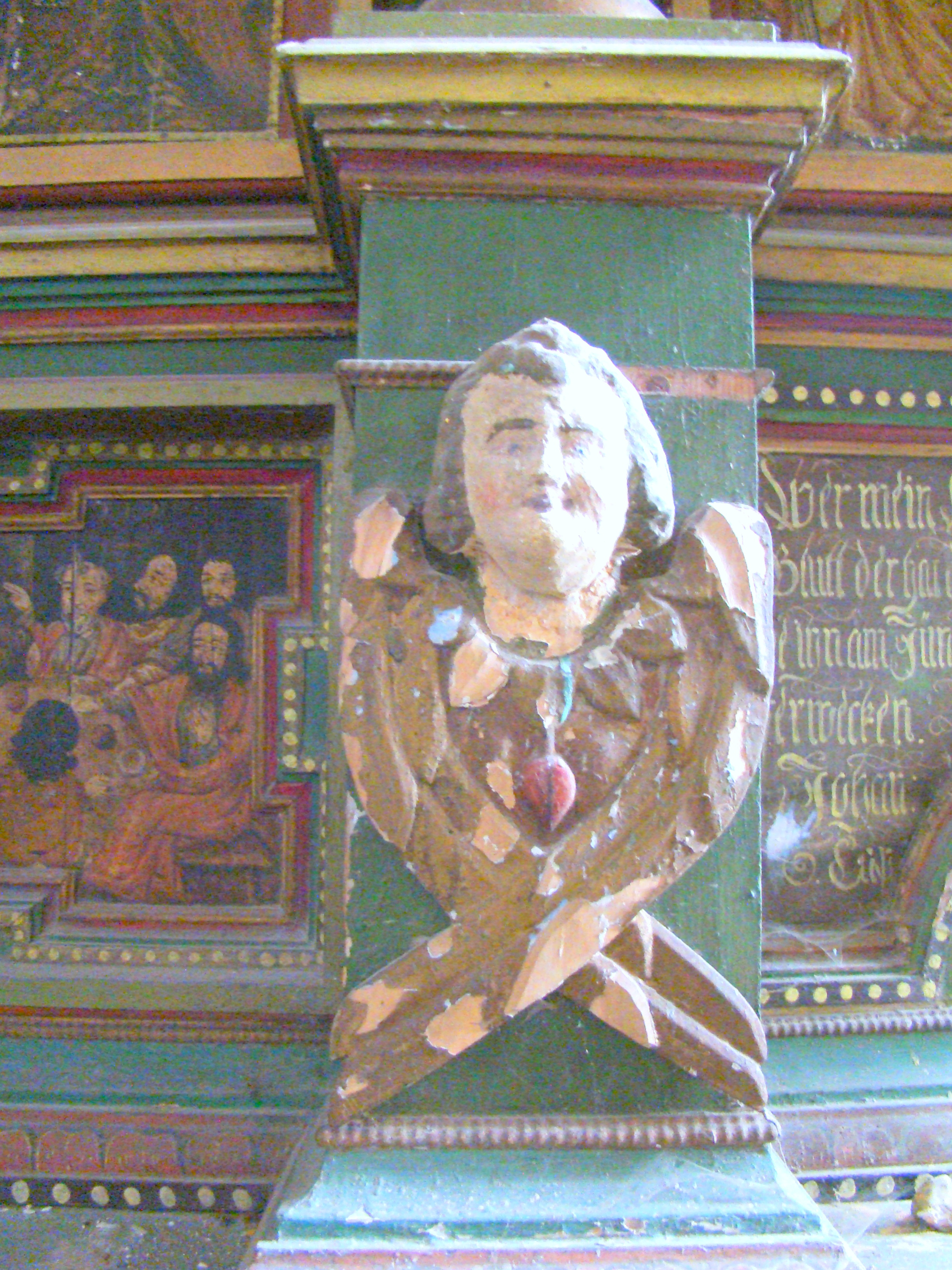
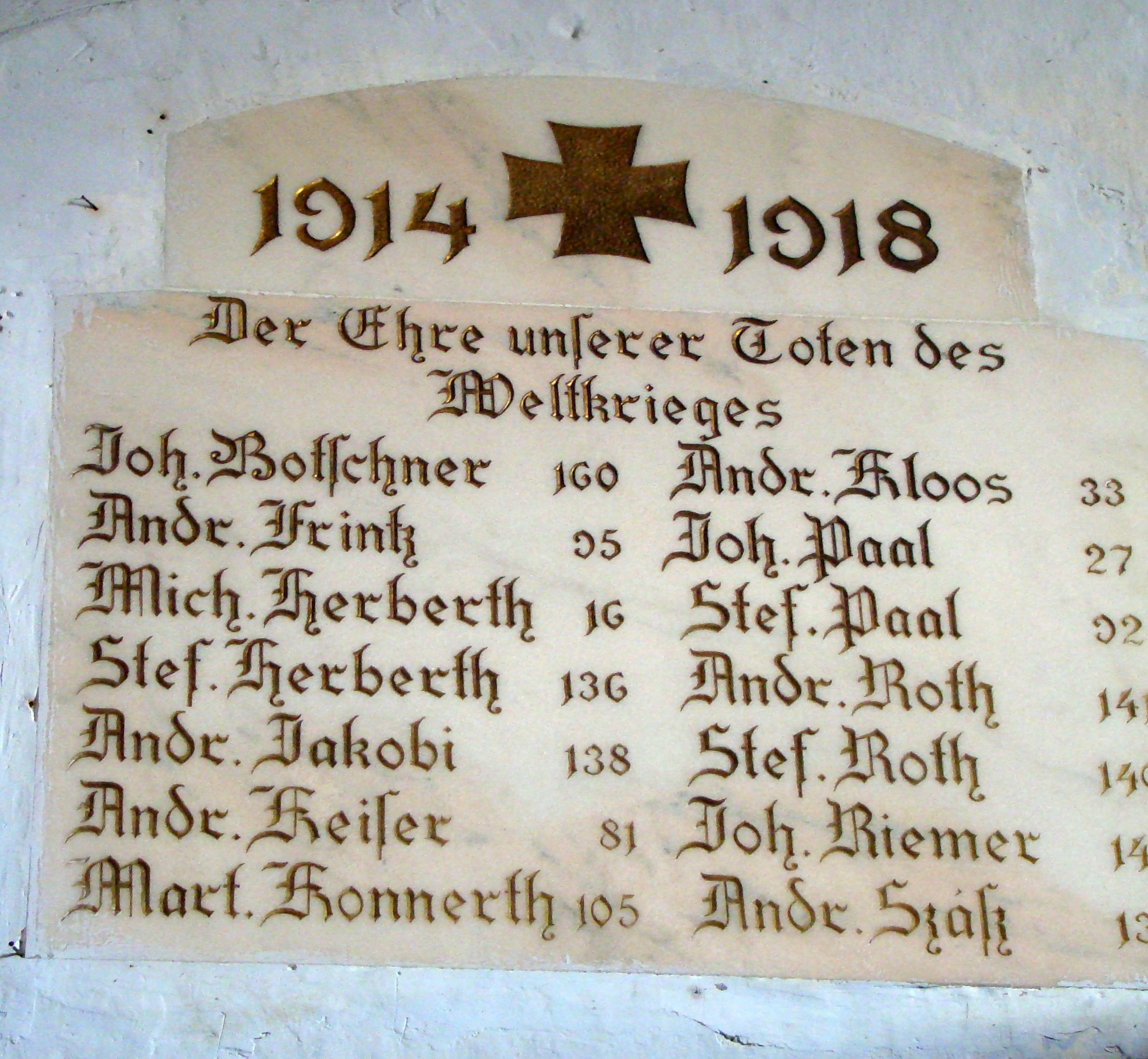
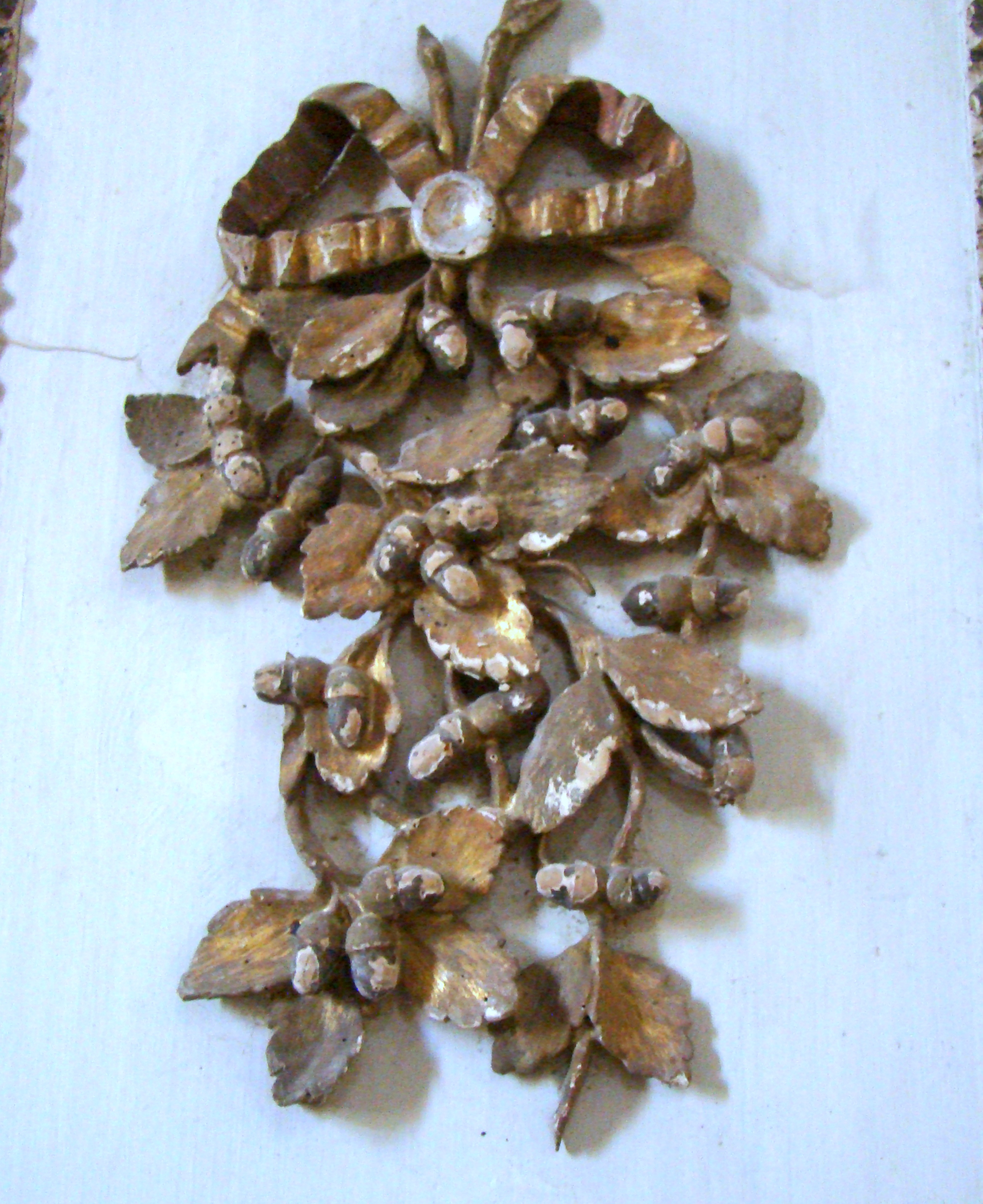
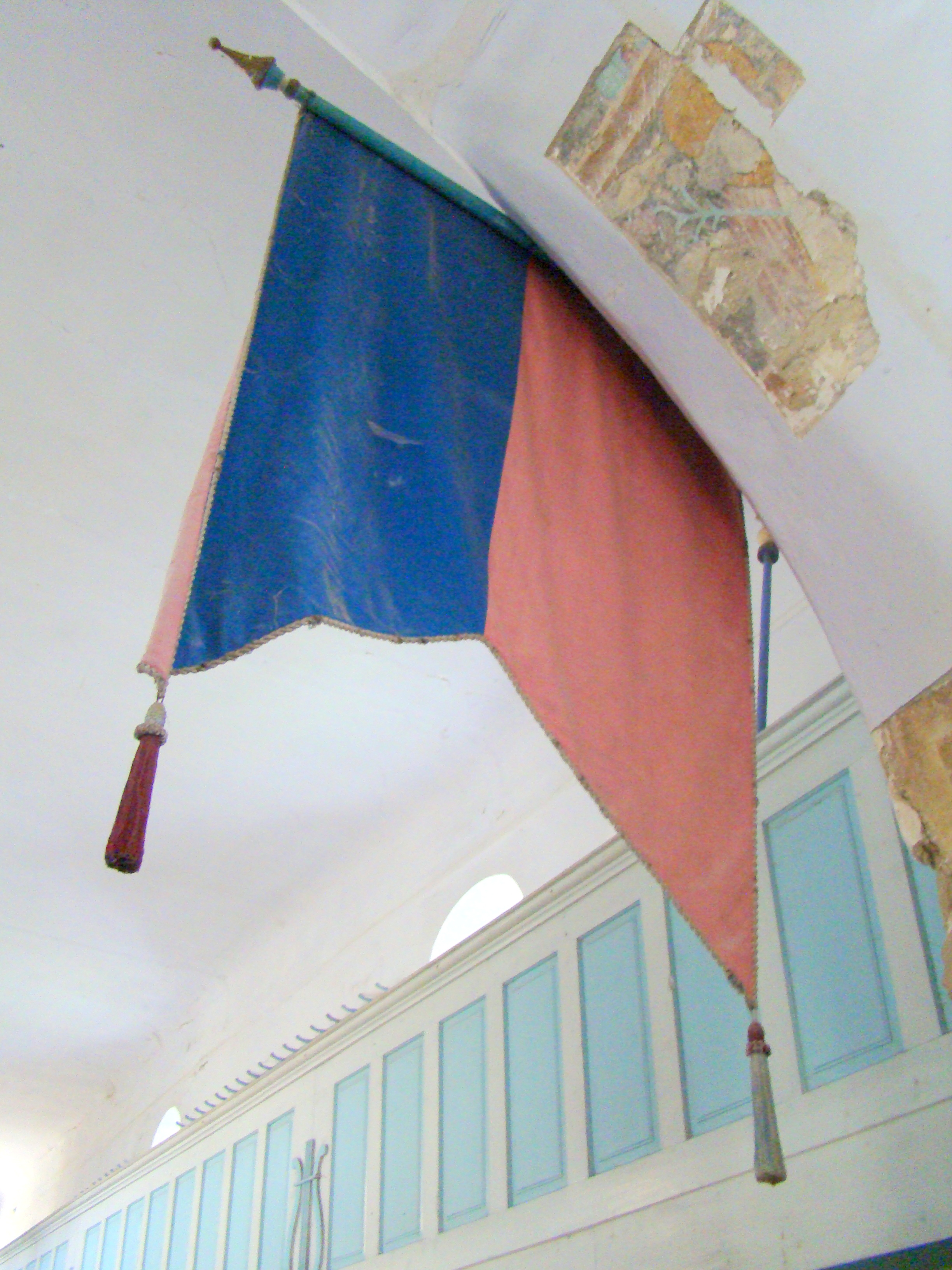
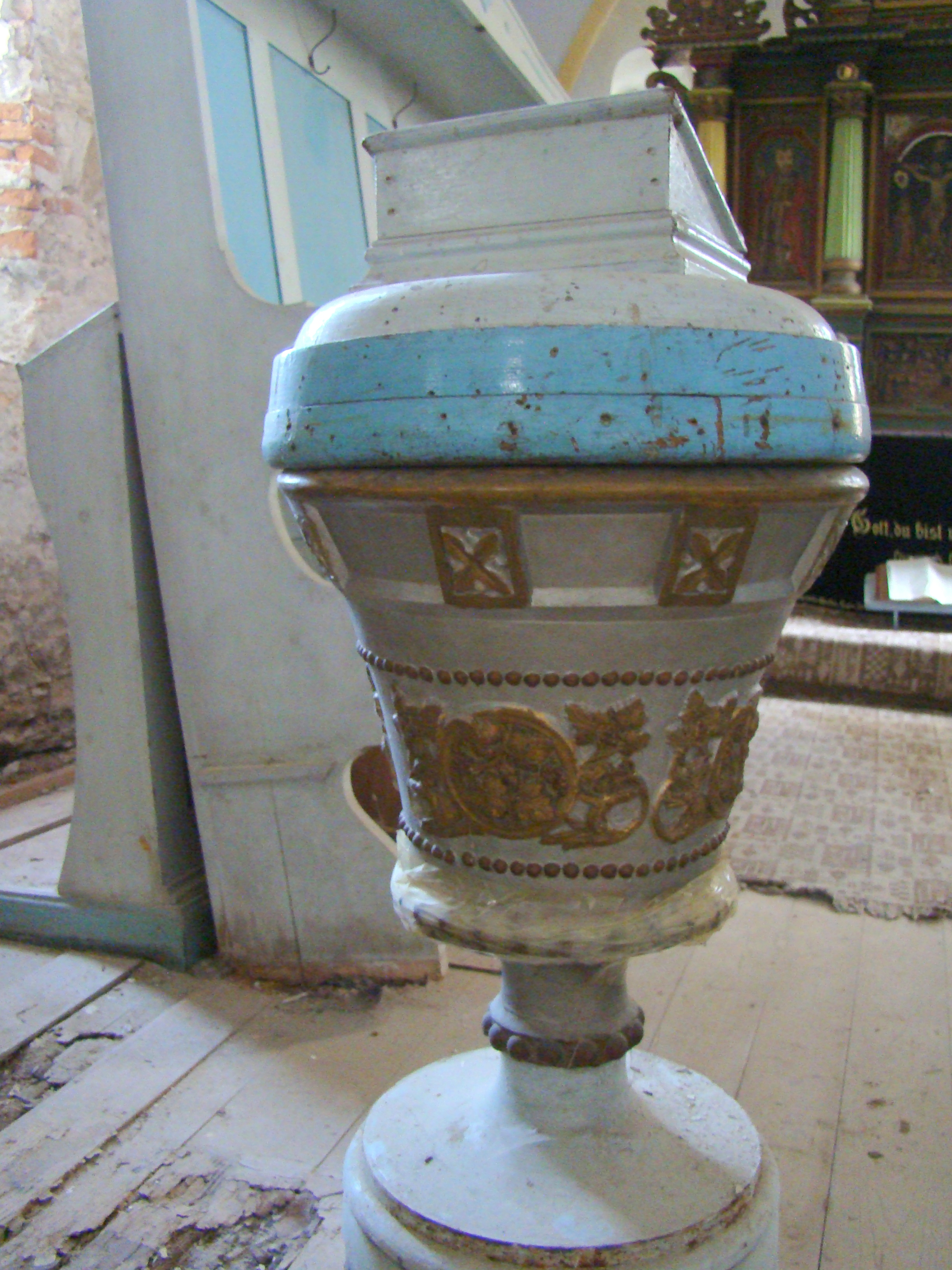
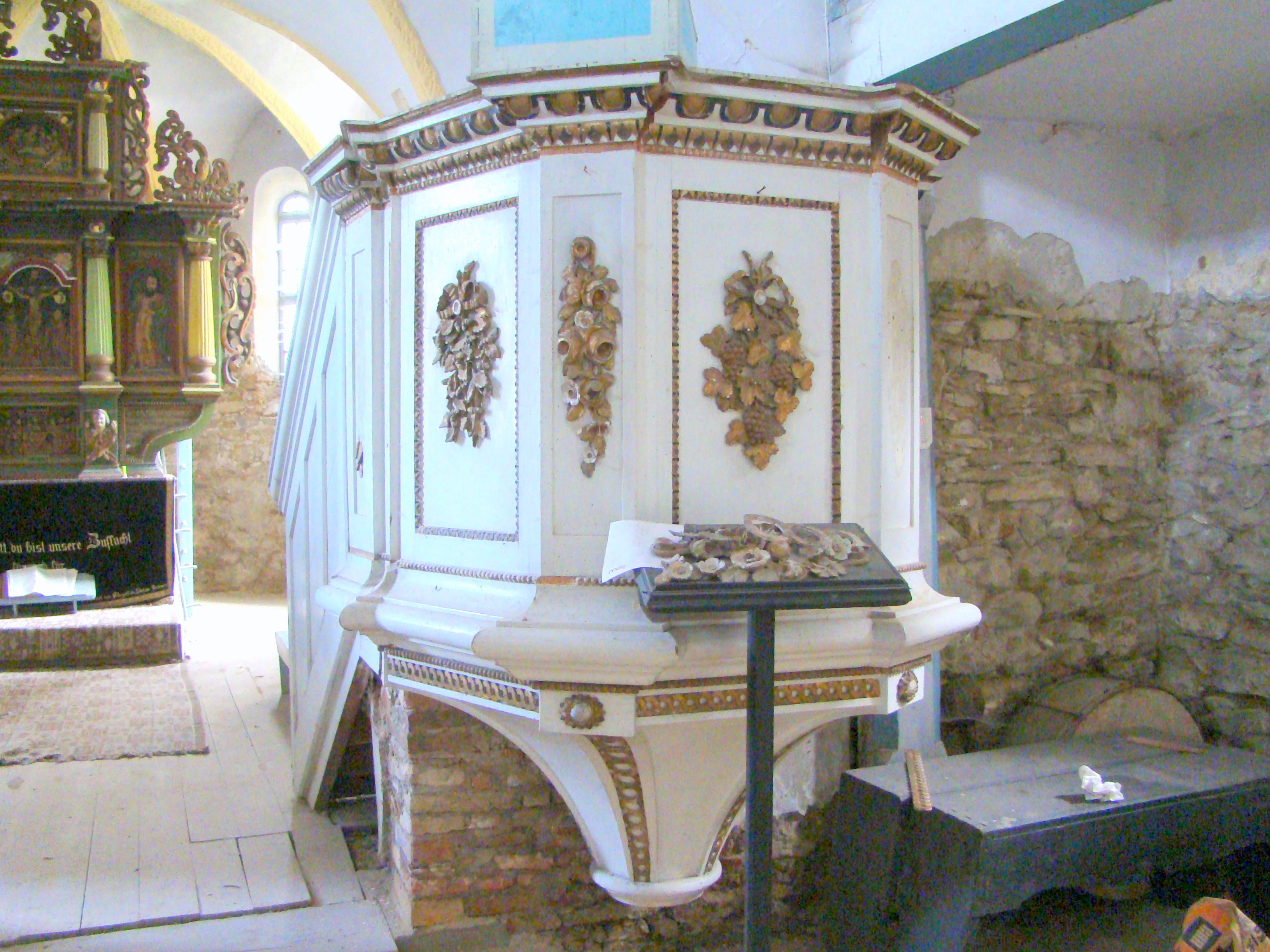
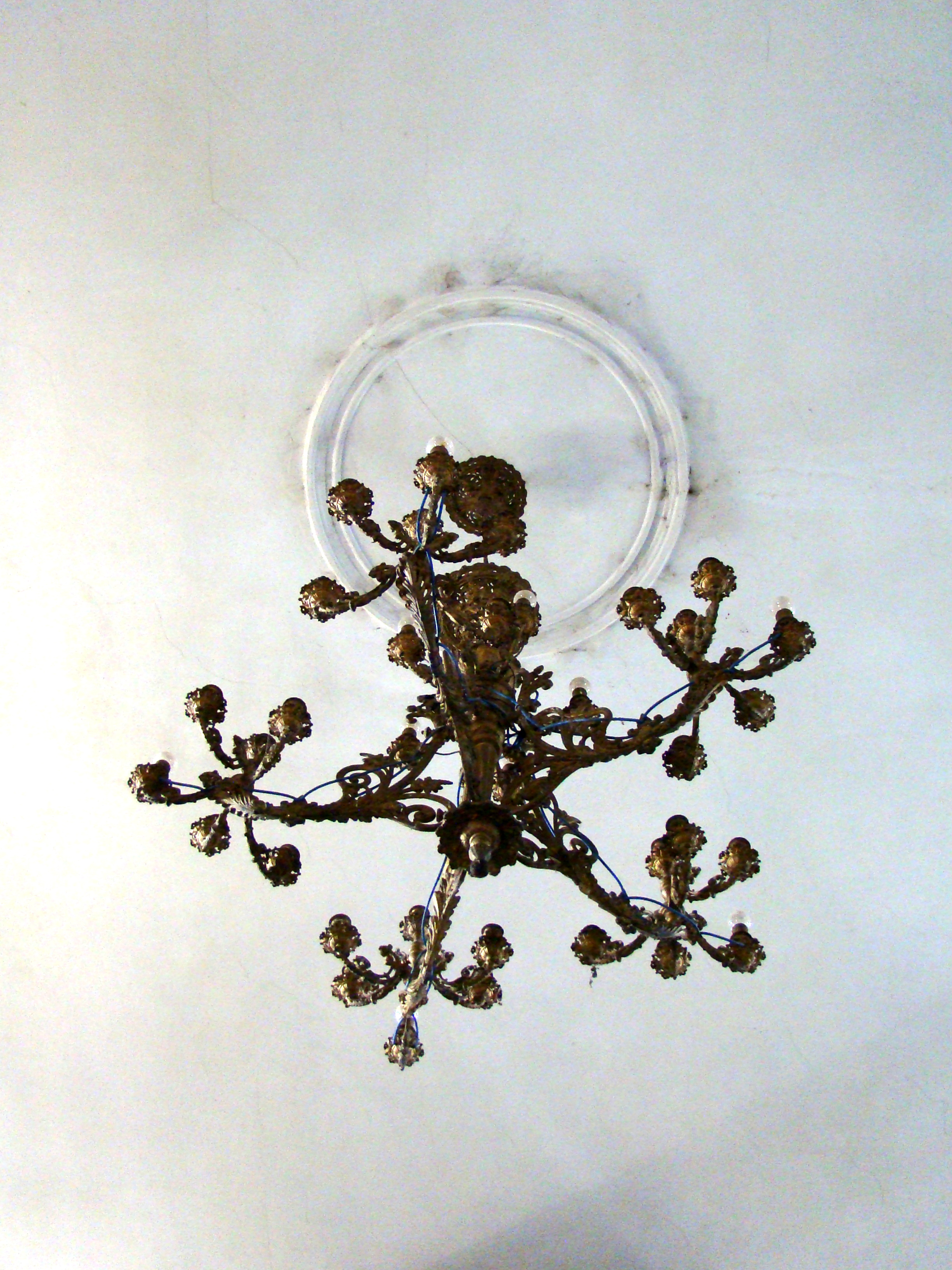
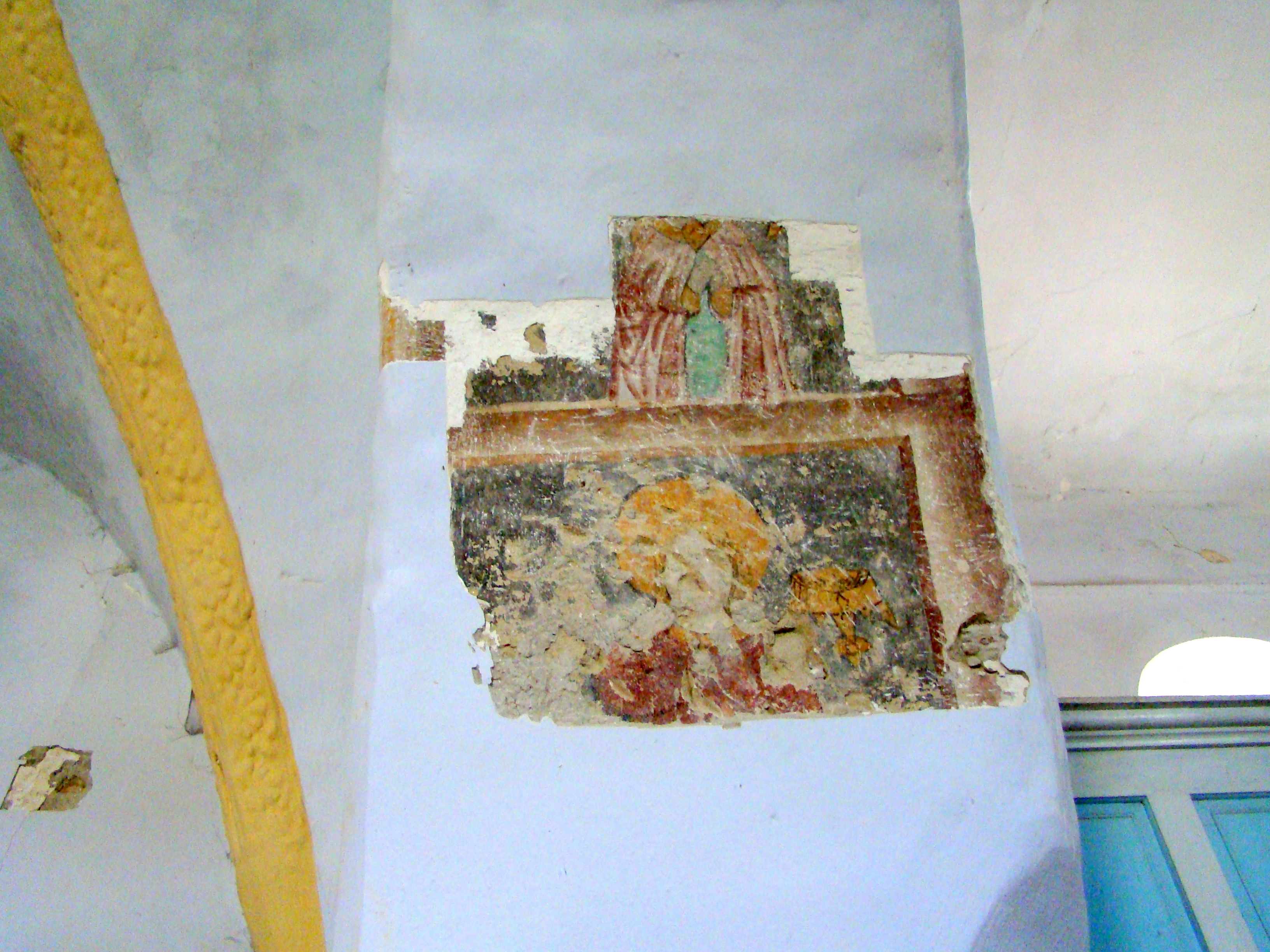
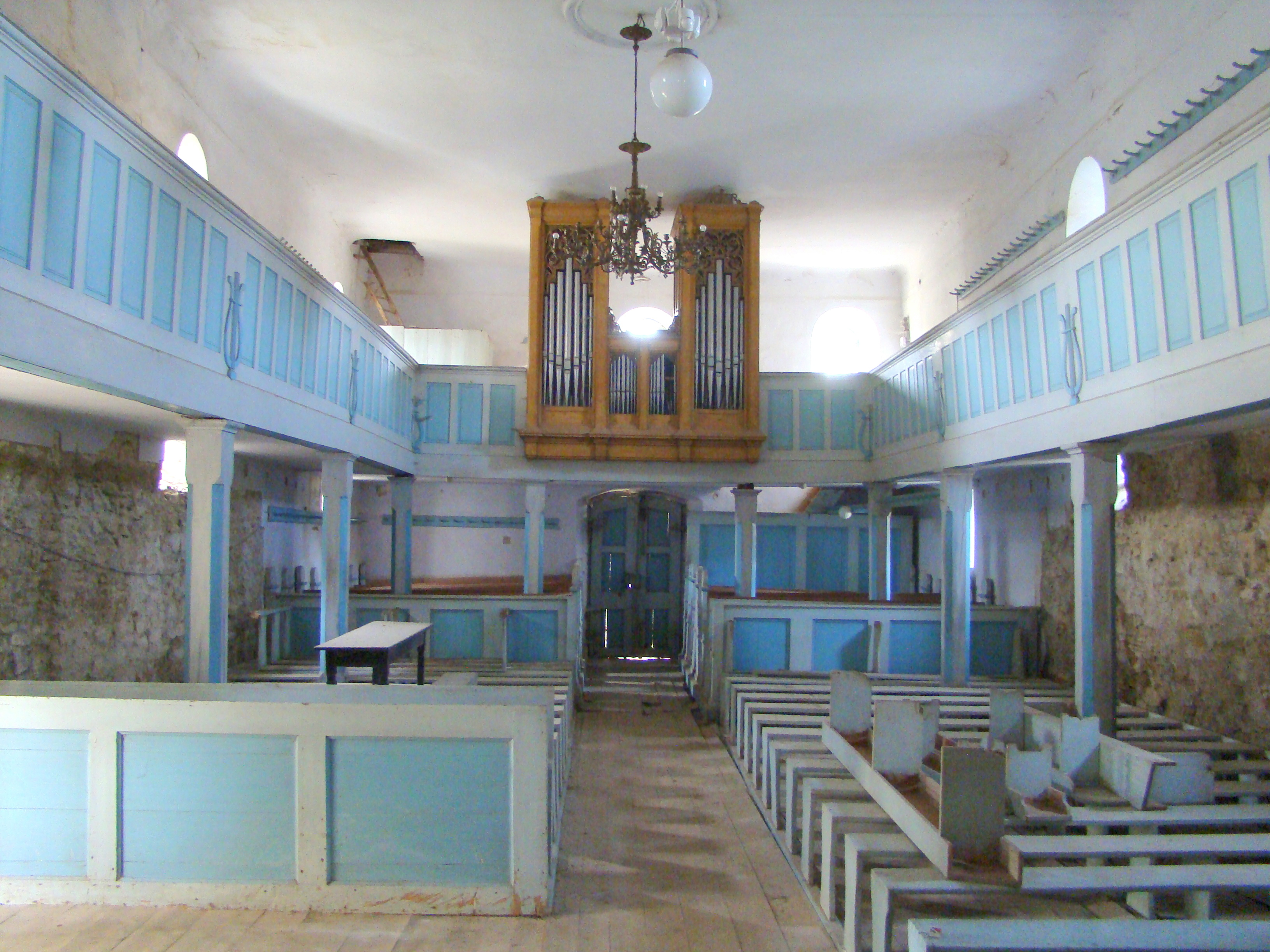

## Vezi și
- Ormeniș, Mureș